# Église Saint-Martin de Vallangoujard
L’église Saint-Martin est une église catholique paroissiale située à Vallangoujard, dans le Val-d'Oise (France). Située sur un éperon rocheux au centre du village, au carrefour des routes départementales 927 et 64, elle domine la vallée du Sausseron. L'édifice de la seconde moitié du XIIe siècle et du début du XIIIe siècle se compose d'une nef de deux travées ; de la base du clocher ; et d'un chœur à chevet plat. L'unique bas-côté, au sud, a été reconstruit au XVIIIe siècle. À l'extérieur, le portail gothique du XIIIe siècle est remarquable, et l'élévation nord de la nef reste très proche de son état d'origine. Elle est épaulée par des contreforts à ressauts caractéristiques du style gothique primitif, et des oculi tiennent lieu de fenêtres hautes. La comparaison de cette élévation avec l'espace intérieur, où chaque travée possède de grandes arcades malgré l'absence d'un bas-côté au nord, soulève la question du projet du début du XIIIe siècle : soit la mise en œuvre des bas-côtés était reportée à une date ultérieure, ce qui explique les contreforts ordinaires pour l'époque ; soit les bas-côtés devaient être construits à l'économique, à l'instar du bas-côté du XVIIIe siècle. Cette solution cadre mal avec l'ambition de l'architecture, qui va au-delà d'une petite église rustique : l'élévation comporte un petit étage de fenêtres hautes ; les grandes arcades sont moulurées et retombent sur des colonnettes à chapiteaux ; le vaisseau central est voûté d'ogives dès l'origine ; la sculpture de la plupart des chapiteaux est d'un bon niveau ; et l'ornementation ne fait pas entièrement défaut. Le chœur carré est en revanche d'une plus grande simplicité, mais présente la particularité d'un double arc-doubleau à son entrée, et les chapiteaux au nord sont encore proches du style roman. L'église, à l'exception du bas-côté et de la sacristie, a été classée monument historique par arrêté du 2 avril 1915.

## Localisation
L'église Saint-Martin est située en France, en région Île-de-France et dans le département du Val-d'Oise, dans le Parc naturel régional du Vexin français, dans la vallée du Sausseron, sur la commune de Vallangoujard, au milieu du village, près de la rue de Pontoise (RD 927). D'orientation irrégulière sud-est - nord-ouest, l'église est bâtie sur un éperon rocheux, qui forme un promontoire. La façade occidentale, en réalité tournée vers le nord-ouest, fait face à un coteau, et peu donc difficilement être appréciée avec un peu de recul. En revanche, les autres élévations sont visibles de loin. On accède à l'église par un escalier depuis le parking à l'angle entre la rue de Pontoise et la rue de Marines, où se situe la mairie, ou par un chemin depuis le chemin rural n° 24 dit de la Cavée ou des Grouettes (c'est la plus petite des quatre rues qui partent du carrefour au chevet de l'église). L'église possède un parvis devant son élévation méridionale.

## Historique

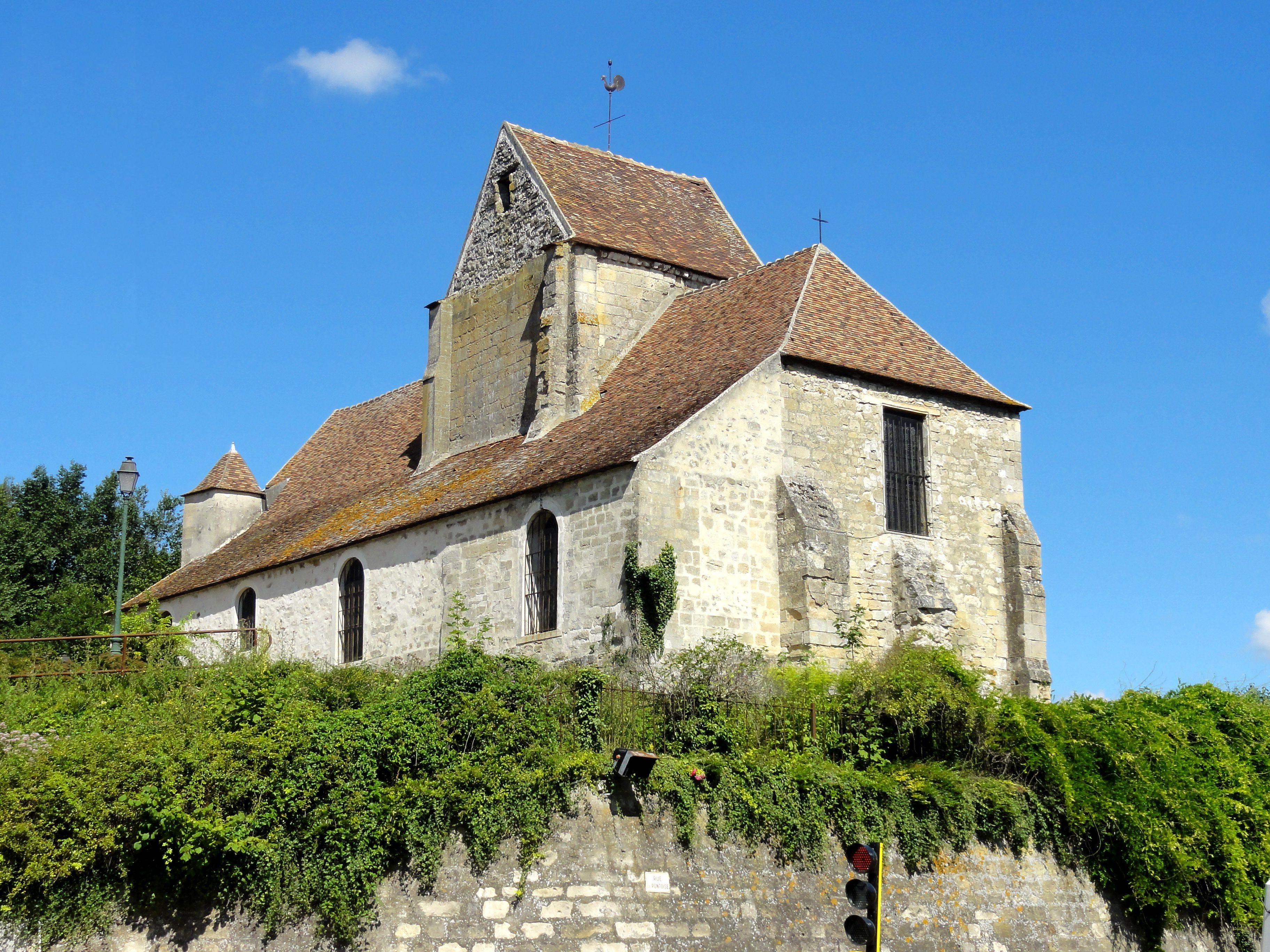
Vue depuis le sud-est.

La date de fondation de la paroisse n'est pas connue avec certitude. L'abbé Vital Jean Gautier la situe en 1161. L'église est dédiée à saint Martin de Tours. Sous l'Ancien Régime, Vallangoujard relève du doyenné de Meulan, de l'archidiaconé du Vexin français et de l'archidiocèse de Rouen. Le collateur de la cure est l'abbé de l'abbaye Saint-Martin de Pontoise. En l'absence de documents sur l'histoire de l'église, l'analyse archéologique est le seul moyen pour identifier ses différentes campagnes de construction. Or, une étude approfondie fait encore défaut à ce moment ; on ne dispose que d'un bref article de Bernard Duhamel, bon connaisseur de l'architecture religieuse du Vexin français, et le dossier de l'Inventaire général du patrimoine culturel, rédigé par Agnès Somers et Roselyne Bussière. La partie la plus ancienne de l'église est le chœur carré, qui malgré la reprise ultérieure des murs extérieurs conserve des chapiteaux de la première période gothique, qui datent de la seconde moitié du XIIe siècle et sont encore proches du roman. Le reste du vaisseau central est également de style gothique primitif, mais les chapiteaux de crochets sont d'un style nettement plus avancé que leurs homologues du chœur, et peuvent être datés du premier quart du XIIIe siècle,.
L'analyse du vaisseau central, qui se compose d'une nef de deux travées et d'une base de clocher, soulève des questions qui resteront sans réponse satisfaisante si des sondages archéologiques n'apportent pas des indices matériels un jour. En effet, chacune des trois travées possède de grandes arcades au nord et au sud, ce qui prouve que la construction de bas-côtés était initialement prévue. Bernard Duhamel suppose qu'ils ont existé, et pense même que la base du clocher devrait représenter l'ancienne croisée du transept, et que deux croisillons devaient exister au nord et au sud. Or, le seul bas-côté qui existe aujourd'hui, celui du sud, ne date que du XVIIIe siècle. Il est encombré par des contreforts internes, qui sont du même type que les contreforts au nord et devant la façade occidentale. Si les contreforts internes peuvent exister dans des églises à nef rustique, comme l'église Saint-Quentin de Valmondois, ils étonnent dans une église à l'architecture soignée, telle que l'église Saint-Martin de Vallangoujard. Il est donc préférable d'être plus prudent que Bernard Duhamel, et de ne pas considérer l'existence ancienne de bas-côtés et de croisillons comme acquise, mais d'envisager l'hypothèse qu'en raison de contraintes économiques, le maître d'œuvre du XIIIe siècle n'a pas pu réaliser les bas-côtés et croisillons. Pour faciliter leur adjonction ultérieure, il aurait fait exécuter les grandes arcades, mais pour assurer la stabilité de l'édifice en attendant son achèvement complet à une date incertaine, il aurait fait bâtir des contreforts ordinaires. En tout cas, les fenêtres du bas-côté, de la sacristie et du mur qui ferme les grandes arcades du nord semblent dater du XVIIIe siècle. Les murs peuvent dater de cette même époque, et on doit se demander ce qui leur précédait,. En ce qui concerne l'église Saint-Clair d'Hérouville, Bernard Duhamel a formulé l'hypothèse que les bas-côtés étaient primitivement provisoires et en bois. En ce qui concerne l'église Saint-Denis de Jouy-le-Comte, où le bas-côté est de quelques décennies postérieur aux grandes arcades, Louis Régnier pense que celles-ci étaient fermées par des planches ou de la maçonnerie grossière.

Plan de l'église.

Sous la Révolution française, le nouveau diocèse de Versailles est créé pour regrouper les paroisses sur l'ensemble du territoire du département de Seine-et-Oise. Par arrêté du 2 avril 1915, l'église, à l'exception du bas-côté sud et de la sacristie, est classée monument historique. Dans le cadre de la refonte des départements d'Île-de-France et de la création du département du Val-d'Oise, le nouveau diocèse de Pontoise est érigé en 1966. Vallangoujard n'est à présent plus une paroisse indépendante, et est affiliée à la paroisse de Nesles-la-Vallée. Elle regroupe un total de huit villages, les autres étant Arronville, Frouville, Hédouville, Labbeville, Menouville et Valmondois. Les messes dominicales sont célébrées à Vallangoujard une ou deux fois par mois.

## Description

### Aperçu général
Irrégulièrement orientée vers le sud-est du côté du chevet, le petit édifice se compose d'une nef de seulement deux travées ; d'une base du clocher assimilée à la nef ; d'un chœur carré à chevet plat du XIIe siècle ; et d'un unique bas-côté qui flanque la nef au sud, et qui est prolongé par une sacristie le long du chœur. Ces deux dernières parties sont exclues du classement. L'ensemble du vaisseau central est voûté d'ogives, tandis que le bas-côté est recouvert par un simple plafond, qui est incliné puisqu'il s'agit du revers du toit en appentis. Ce toit est établi en continuité avec le rampant sud du toit de la nef, de sorte que le mur gouttereau sud disparaisse entièrement sous la toiture. Le chœur est recouvert par un toit à croupe, et le clocher est muni d'un toit en bâtière perpendiculaire à l'axe de l'édifice. Le portail occidental de la nef constitue l'unique accès à l'église.

### Extérieur

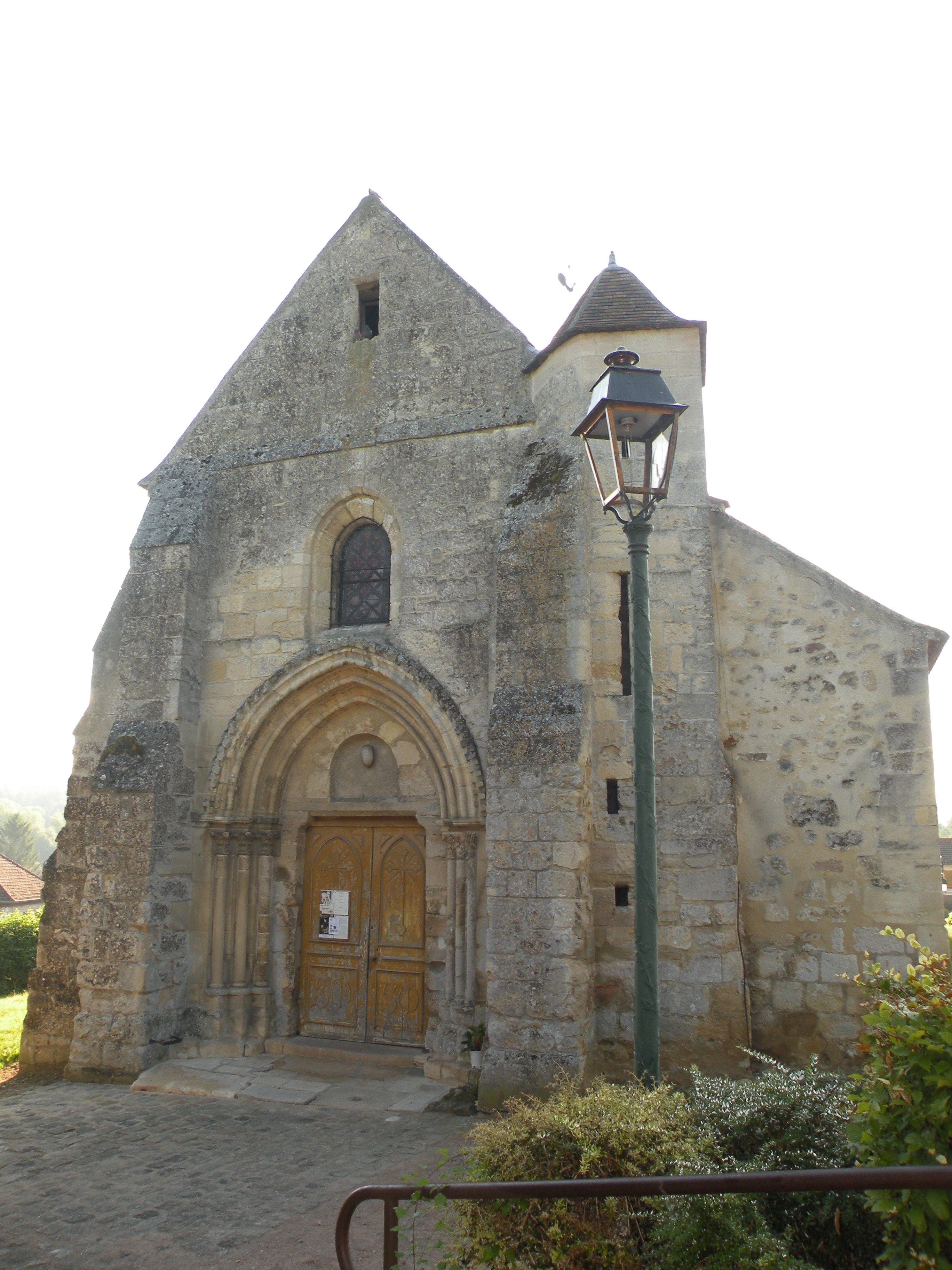
Façade occidentale.

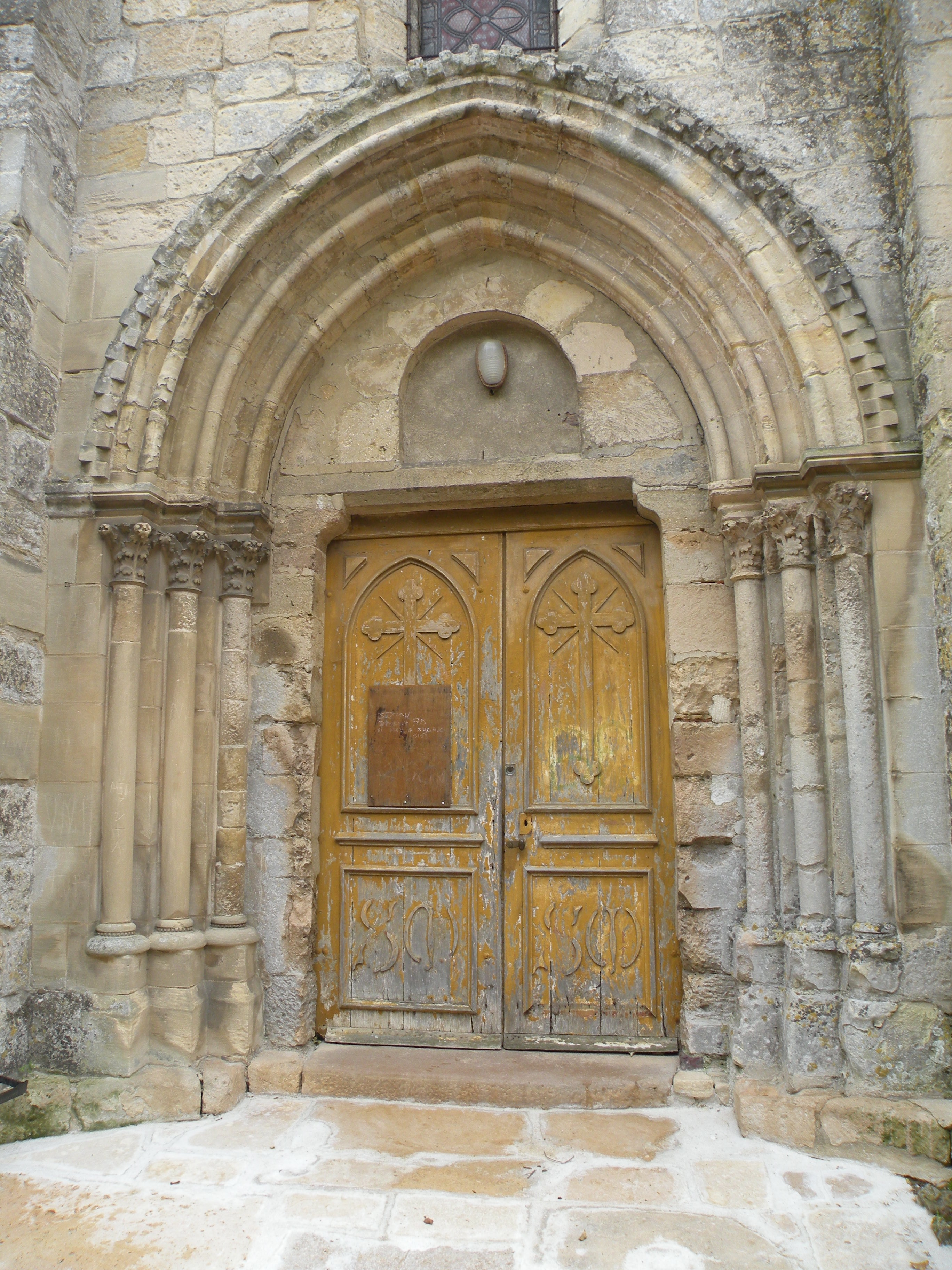
Portail occidental.

L'église est incomplète ou inachevé et offre une image peu harmonieuse depuis l'extérieur, alors que l'intérieur est du meilleur style gothique, comme le formule Bernard Duhamel. Extérieurement, la façade occidentale est la partie la plus cohérente. Elle est flanquée de deux contreforts assez saillants, qui se retraitent une fois par un glacis, et s'amortissent également par un glacis. Le contrefort de droite est intégré dans une tourelle d'escalier polygonale, qui est percée de quelques minuscules ouvertures et d'une meurtrière, et qui est coiffée d'un toit couvert de tuiles plates du pays. Le portail occupe presque toute la largeur disponible entre les contreforts, et représente plus que la moitié de la hauteur du mur jusqu'à la naissance du pignon. Au-dessus, la façade est ajourée d'une baie en arc brisé, dont l'ébrasement présente un ressaut. En bas du pignon, le mur se retraite légèrement grâce à un fruit. Le pignon est percé d'une ouverture rectangulaire pour l'aération des combles. Le portail lui-même s'ouvre entre deux groupes de trois colonnettes aux chapiteaux de feuillages et de crochets, qui supportent une triple archivolte torique. Les colonnettes, tantôt monolithiques, tantôt appareillées, sont logées dans les ressauts successifs du mur. Elles sont placées sur de hauts socles, et présentent à la base deux tores aplatis, qui sont séparés d'un rang de têtes de clous ou de pointes-de-diamant. Les chapiteaux se distinguent par la sculpture naturaliste de leur flore, et par leur belle plasticité. À gauche du portail, les bases, chapiteaux et tailloirs, ainsi que deux colonnettes, ont été remplacés lors d'une restauration ; à droite, seulement deux tailloirs ont été remplacés. Les archivoltes paraissent authentiques. Au-dessus, court un cordon de damiers, dont la partie gauche est refaite. Il s'agit de pierres rectangulaires, dont une moitié est obliquement taillée, de sorte qu'elle soit moins visible. On note que le portail proprement dit est moins large que l'espace disponible entre les colonnettes. Deux corbeaux supportent le linteau monolithique. Le tympan ne comporte qu'une niche en plein cintre, ce qui ne devrait pas être la disposition d'origine. Dans son ensemble, la façade rappelle celle de Livilliers, ainsi que celle d'Hérouville, avec la tourelle d'escalier en moins. L’entrée se fait par une porte en bois taillé à double vantail. Les panneaux supérieurs des vantaux arborent une croix dont les extrémités se terminent par des trilobes, et les panneaux inférieurs sont ornés des initiales S et M pour Saint-Martin.
L'élévation méridionale est sans caractère, hormis le clocher. Le mur gouttereau du bas-côté a été repris à partir des premières assises, où une assise en pierre de taille marque visuellement la limite entre la partie ancienne et la partie refaite du mur. Cette assise fait défaut au niveau de la sacristie, mais on peut sinon y faire le même constat. Les fenêtres actuelles datent certainement du moment de la reprise du mur. Les deux premières, correspondant au bas-côté de la nef, sont en anse de panier. Les deux autres, correspondant au bas-côté de la base du clocher et à la sacristie, sont en plein cintre et descendent plus bas. Le clocher a été arasé à partir de son étage intermédiaire, ou bien n'a jamais été achevé lui non plus. Il se résume donc à son étage intermédiaire, qui est bâti en pierre de taille et épaulé par deux contreforts orthogonaux à chaque angle. Ils sont relativement plats, et sont scandés par un larmier à mi-hauteur. L'absence totale de fenêtres montre bien que cet étage n'était pas destiné à accueillir des cloches. La seule ouverture n'est pas plus grande qu'une seule pierre. Une corniche de billettes, qui a disparu au sud, termine l'étage. Au nord et au sud, des pignons sommairement construits en moellons de qualité médiocre supportent le toit en bâtière. Chaque pignon est percé d'une ouverture rectangulaire. Habituellement les toits en bâtière des clochers sont alignés sur l'axe de la nef, mais des exceptions peuvent exister au cas d'une faible hauteur, comme à Houdancourt, Séry-Magneval et Vauciennes (Oise). Mais en l'occurrence, il est évident que le clocher est incomplet, comme à Frémécourt et au Plessis-Gassot. — Dans sa configuration actuelle, le chevet n'est pas plus intéressant que l'élévation méridionale. La sacristie présente les traces d'une grande baie en plein cintre bouchée, et la fenêtre du chœur est rectangulaire, et bien sûr sans remplage. À droite, c'est-à-dire à l'angle nord-est de l'édifice, on voit toutefois un contrefort d'origine, qui ne va qu'à mi-hauteur de la fenêtre, et se retraite deux fois par de courts glacis, avant de s'achever par un glacis. Seulement le glacis inférieur forme larmier. Le contrefort de gauche, assez difforme, doit résulter d'une reprise, tout comme le contrefort central en dessous de la baie.
Si le chœur n'offre qu'une baie en plein cintre moderne côté nord, et si la grande arcade au nord du clocher est bouchée par un mur ajouré d'une fenêtre analogue, l'élévation septentrionale de la nef donne encore un aperçu de l'ambition architecturale du projet du début du XIIIe siècle. On voulait en effet créer une église à deux niveaux d'élévation, avec des fenêtres hautes au-dessus des grandes arcades, et apporter un minimum d'ornementation. Ainsi, le mur de la nef se termine par une corniche de modillons se profilant devant un bandeau biseauté, et les deux oculi qui éclairent la nef sont entourés d'un rang de damiers, comme sur le portail. Les oculi sont parfois utilisés comme fenêtres hautes si les contraintes économiques obligent à limiter la hauteur de l'édifice. Des exemples sont les nefs de Grisy-les-Plâtres, Marly-la-Ville (pour les premières travées), et Saint-Ouen-l'Aumône, ainsi que le chœur de Jouy-le-Moutier. Le contrefort entre les deux travées de la nef ressemble à ceux de la façade, et comporte donc un seul glacis intermédiaire, alors que le contrefort près de l'angle nord-ouest ressemble au contrefort ancien du chevet, mais sa partie supérieure a été refaite à neuf. Les contreforts du clocher ressemblent, au niveau du rez-de-chaussée, également à ceux de la façade, mais les glacis ne sont pas alignés sur un même niveau. Comme déjà signalé, il n'y a pas de bas-côté au nord, mais les arcades ne sont pas directement bouchées : un mur a été construit juste derrière. L'appareil de ces murs ne se distinguent pas de celui des contreforts et des parties hautes ; il consiste pour l'essentiel de grands moellons assez régulièrement retaillés. Les murs de clôture font saillie devant les murs hauts, et pour les protéger des intempéries, ils sont recouverts par de petits toits en appentis. Les fenêtres des deux premières travées sont en cintre surbaissé. Vu la faible distance entre ces fenêtres et les oculi, un voûtement des bas-côtés n'a jamais dû être envisagé, car les voûtes auraient obturé les oculi.

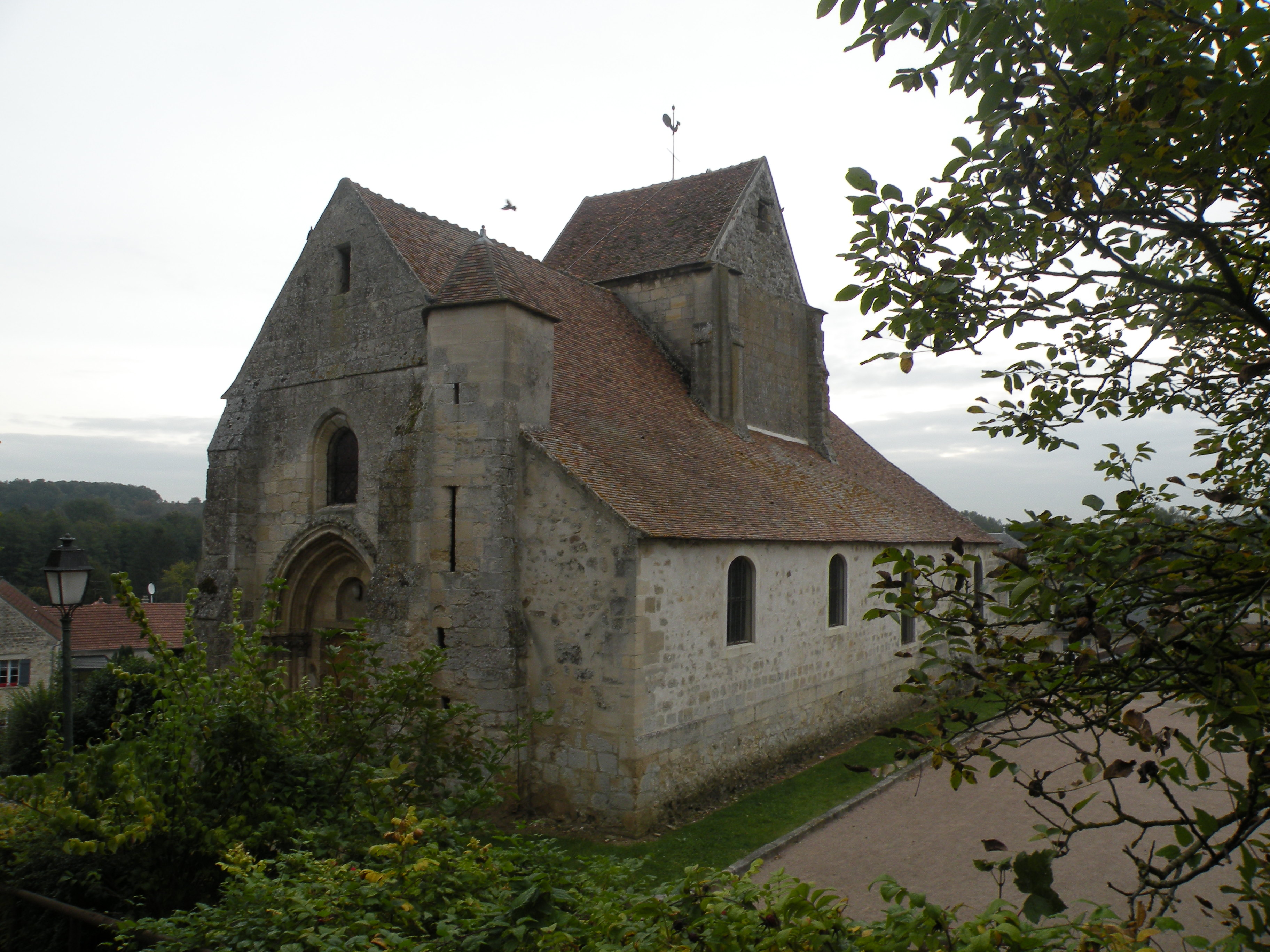
Vue depuis le sud-ouest.
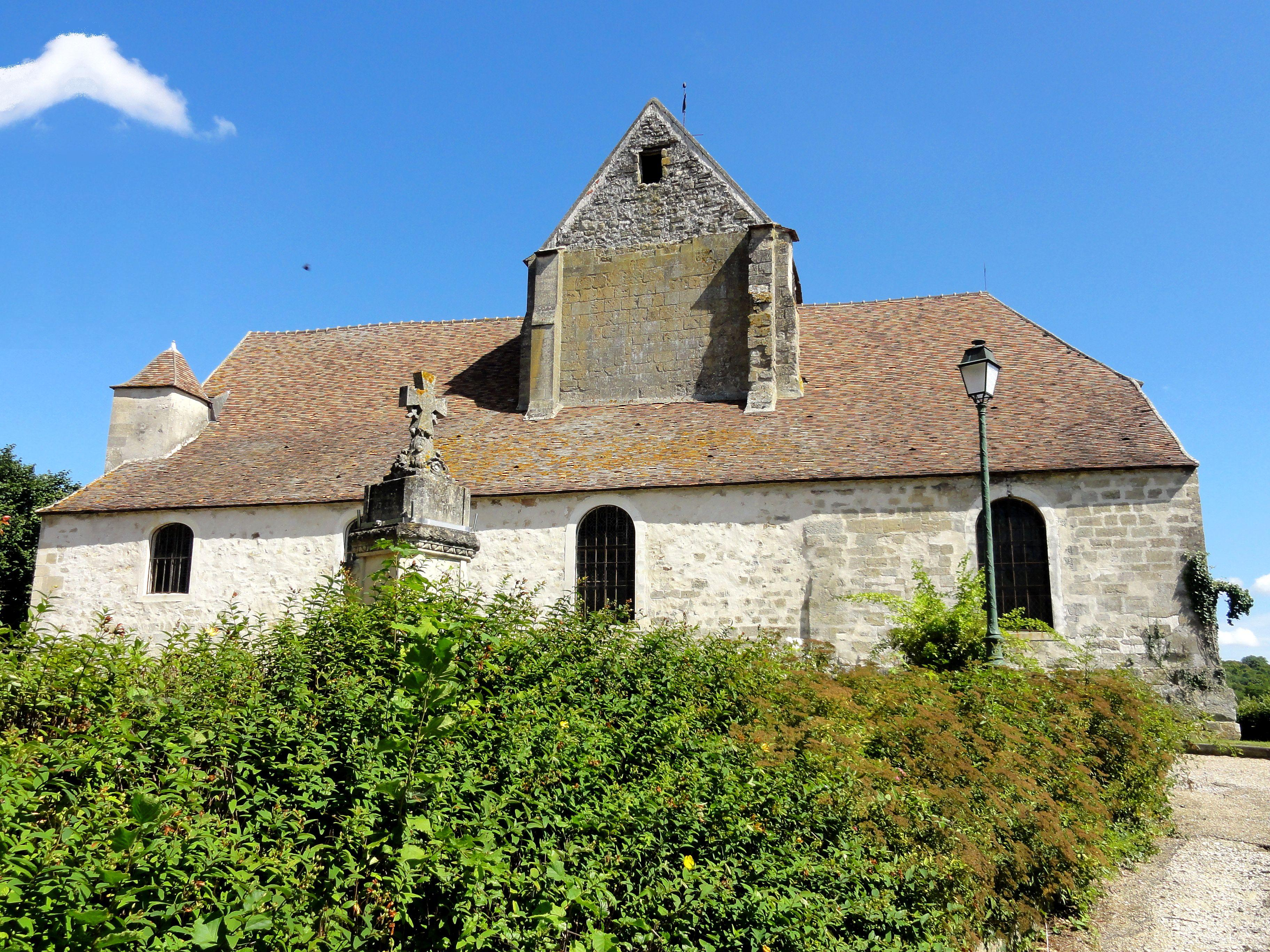
Vue depuis le sud.
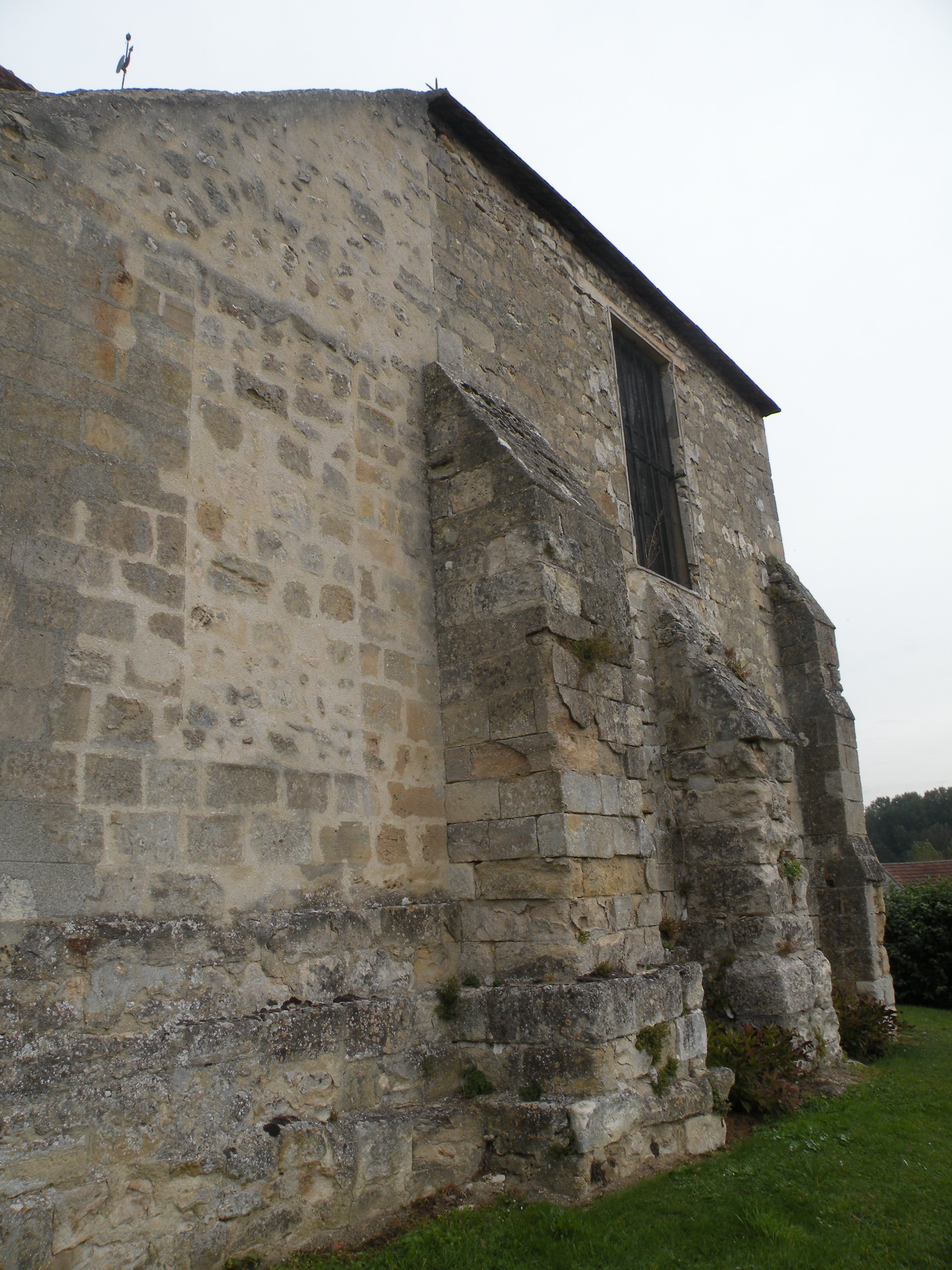
Chevet.
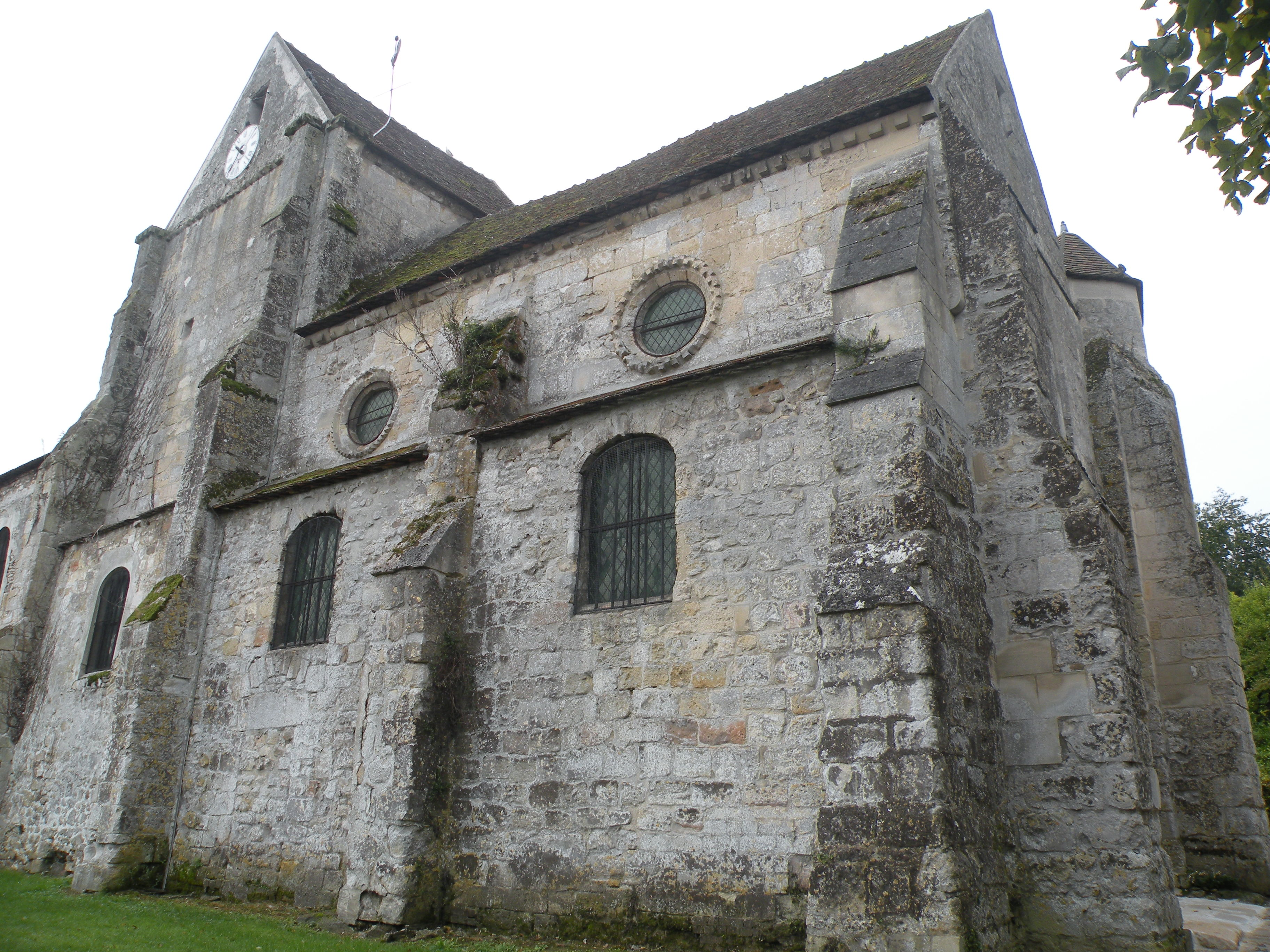
Nef, élévation nord.
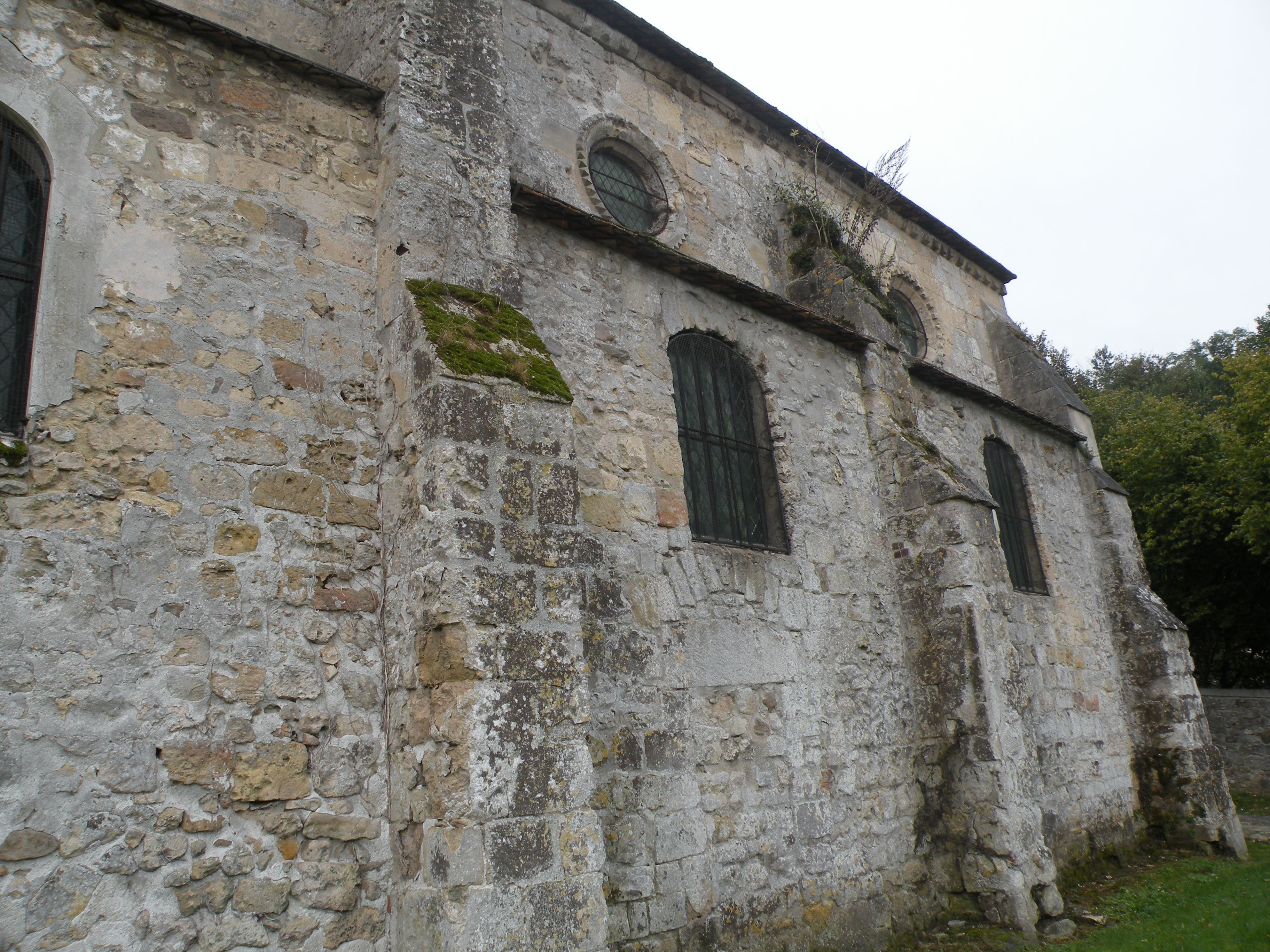
Nef, élévation nord.

### Intérieur

#### Nef et base du clocher

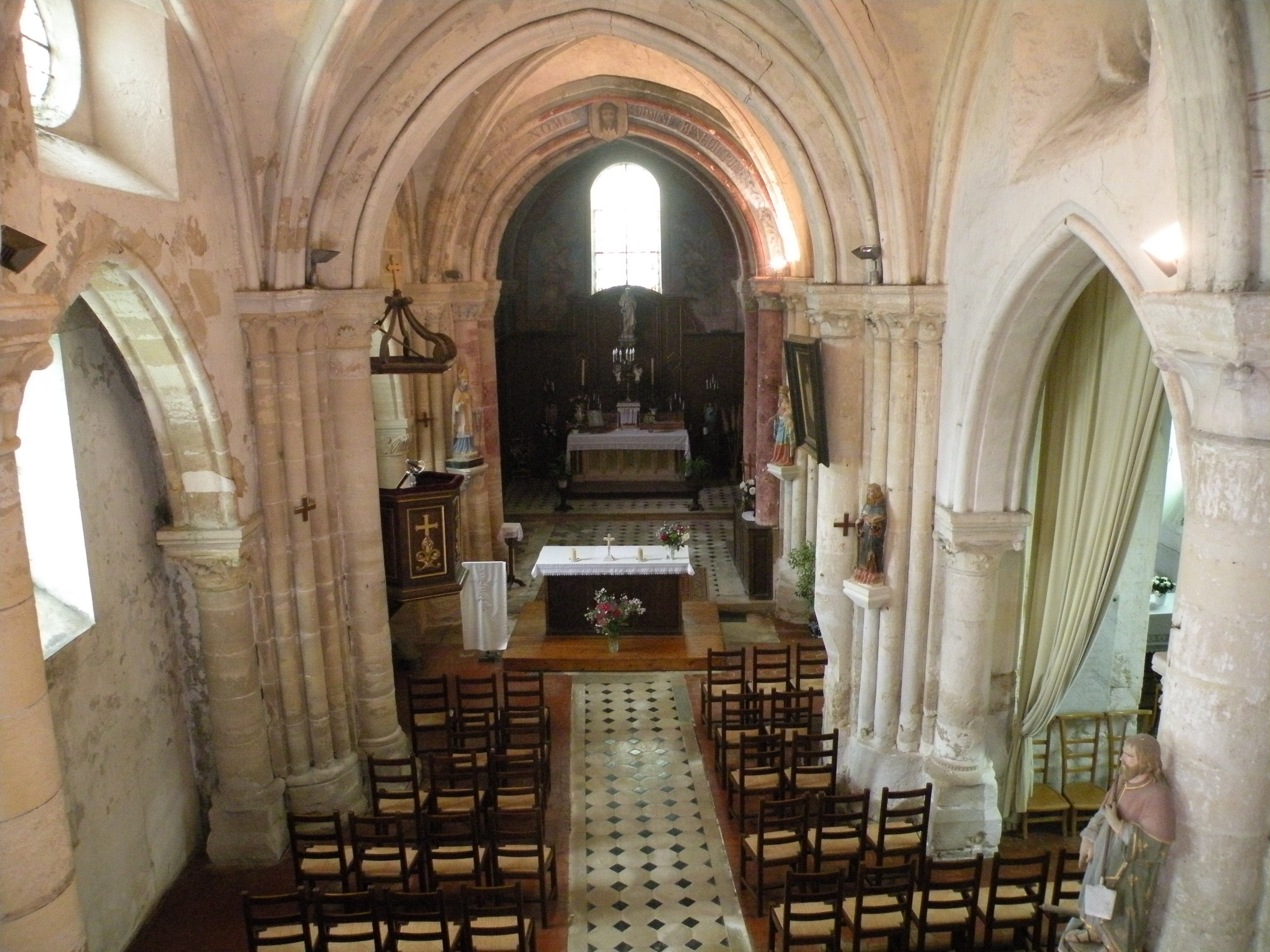
Vue générale intérieure vers l'est.

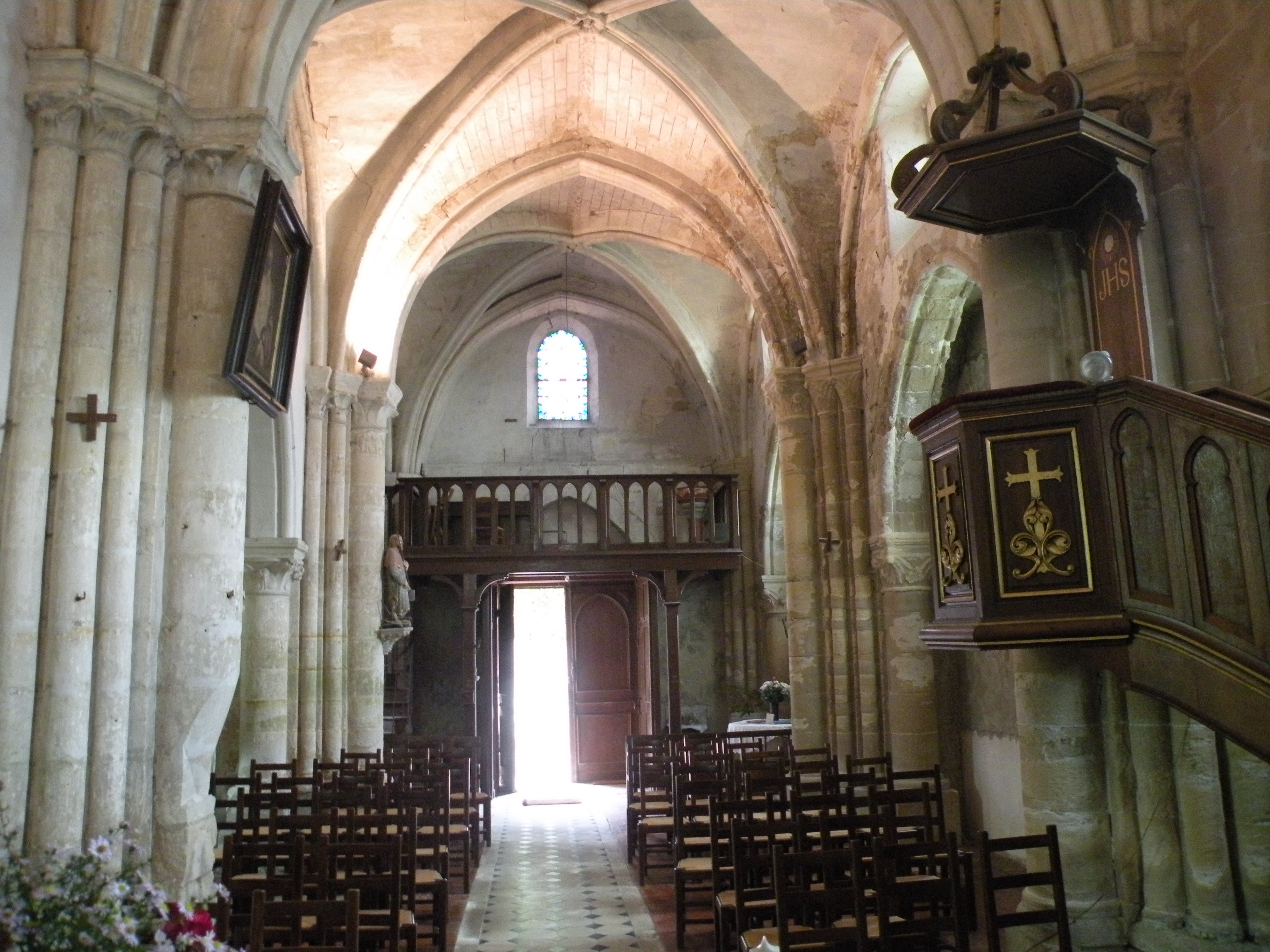
Vue générale intérieure vers l'ouest.

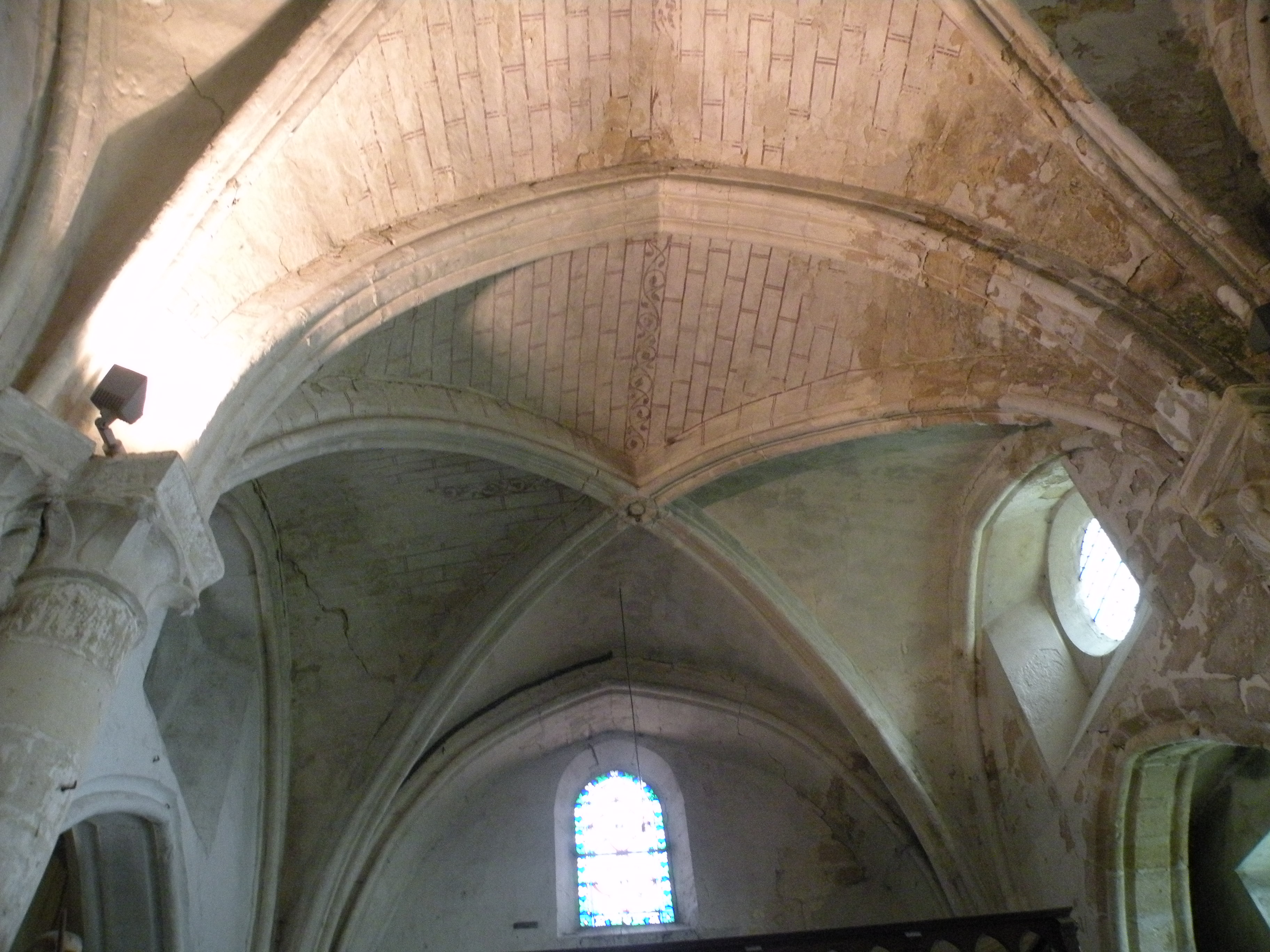
Voûte de la 1re travée.

La nef et la base du clocher forment le vaisseau central d'un aspect un peu trapu, car la hauteur des murs latéraux ne dépasse guère la largeur comprise entre ces deux murs. Les grandes arcades dominent l'élévation, et leur sommet se situe plus haut que les chapiteaux du second ordre, ce qui est rare. Peu de place reste pour les oculi, qui s'inscrivent par ailleurs dans des baies aux jambages droits. Au sud, les oculi sont bouchés. La base du clocher apparaît comme troisième travée de la nef. Les grandes arcades ont la même hauteur que dans la nef, et rien n'indique le projet d'élever les croisillons d'un transept, puisque ceux-ci doivent par définition dépasser la hauteur des bas-côtés pour être considérés comme tels. Tout au plus le voûtement des bas-côtés au nord et au sud du clocher a-t-il pu être envisagé, car il n'y a pas d'oculi dans cette travée. La principale différence entre la base du clocher et la nef sont les arcs-doubleaux renforcés : ils sont à double rouleau, alors que l'unique doubleau intermédiaire de la nef est à simple rouleau. Dans l'ensemble du vaisseau, le maître d'œuvre a appliqué le principe de l'équivalence entre le nombre d'éléments à supporter et le nombre de supports, ce qui donne un nombre assez élevé de colonnettes. C'est une disposition archaïque, que l'on rencontre dans l'avant-nef de la basilique Saint-Denis, dans la nef de Saint-Clair-sur-Epte, dans les travées les plus anciennes d'Angicourt, et sous les clochers de Goussainville et Nesles-la-Vallée. Sans être inesthétique, cette disposition dégage une certaine lourdeur, et réduit la largeur utile de la nef. Au XIIIe siècle, elle n'est plus guère utilisée que pour les bases des clochers. C'est sans doute le contexte rural qui explique son emploi tardif à Vallangoujard. On n'est pas encore à la période gothique rayonnante, qui voit de nouveau une multiplication des supports, allant de pair avec un amincissement extrême. En l'occurrence, les fûts de colonne correspondant aux doubleaux et aux grandes arcades sont de fort diamètre ; les autres sont nettement plus fins. Tous les fûts descendent jusqu'au sol, et on peut donc parler de piliers cantonnés ou dionysiens, en opposition aux piliers monocylindriques isolés, qui sont inspirés par la cathédrale Notre-Dame de Paris et par la cathédrale Notre-Dame de Senlis, et qui sont utilisés dans la majorité des églises gothiques primitives du Vexin et de la vallée de l'Oise,.
Toutes les voûtes du vaisseau central disposent de formerets, ce qui donne, avec les ogives et les doubleaux, des faisceaux d'une colonne et de deux paires de colonnettes pour le doubleau intermédiaire de la nef, et avec le rouleau supplémentaire des doubleaux, des faisceaux d'une colonne et de deux groupes de trois colonnettes pour la base du clocher. Au niveau des grandes arcades, s'y ajoutent les colonnes de ces dernières. Si les bas-côtés avaient été voûtés, le même système aurait donné des piliers cantonnés de seize colonnettes, ce qui est un nombre élevé. Dans les angles près de la façade occidentale et près du chœur, on trouve des faisceaux de trois colonnettes. On constate quelques particularités. Dans la seconde travée, à l'est du premier doubleau, les tailloirs des chapiteaux des ogives et des formerets sont plantés de biais. Habituellement, si des chapiteaux sont placés de biais, ce sont uniquement ceux des ogives, afin de faire directement face à celles-ci. À l'ouest du second doubleau et dans la troisième travée, les groupes de trois colonnettes se partagent une même base. Les bases sont sinon analogues à celles des colonnettes du portail. Enfin, dans les angles nord-ouest et nord-est de la troisième travée, les trois colonnettes se partagent également un même tailloir, ce qui existe aussi à Champagne-sur-Oise et Marly-la-Ville. Toutes les colonnettes sont appareillées, et les chapiteaux sont sculptés de feuilles aux extrémités recourbées en crochets, qui sont très stylisés et proches des feuilles d'eau au niveau du premier doubleau, mais sinon plus fouillés et caractéristiques du XIIIe siècle. Les profils des nervures sont toriques, avec un seul tore dégagé pour les formerets et les rouleaux supérieurs des doubleaux ; une arête entre deux tores pour les ogives ; et un méplat entre deux tores pour les doubleaux et grandes arcades. Les clés de voûte sont décorées de petites couronnes de feuillages. Sur les voûtains, on note les traces d'une décoration peinte en faux-appareil avec frises de rinceaux le long des lignes faîtières. Ce type de décor serait caractéristique du Vexin français,.

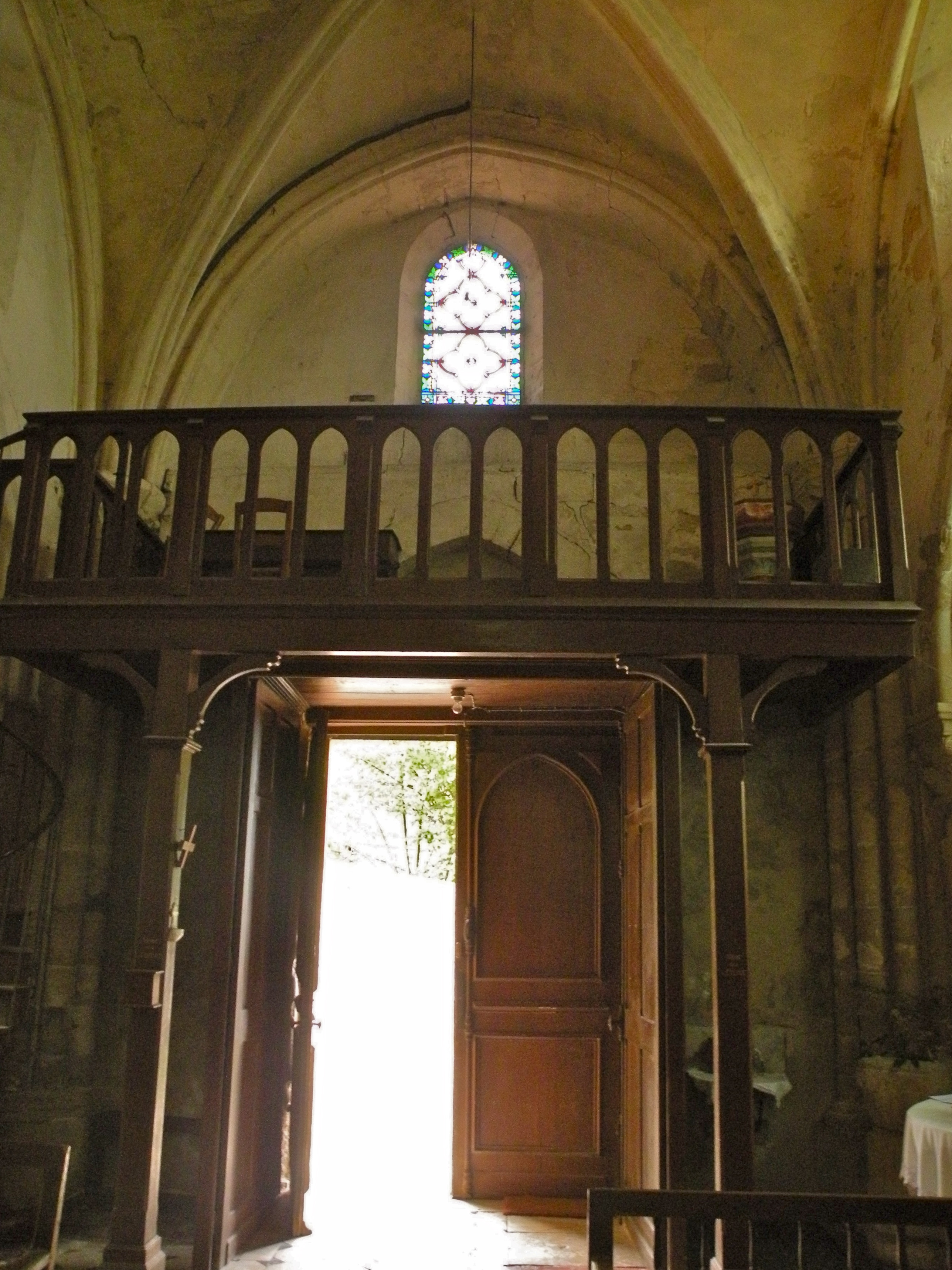
Nef, extrémité occidentale et tribune.
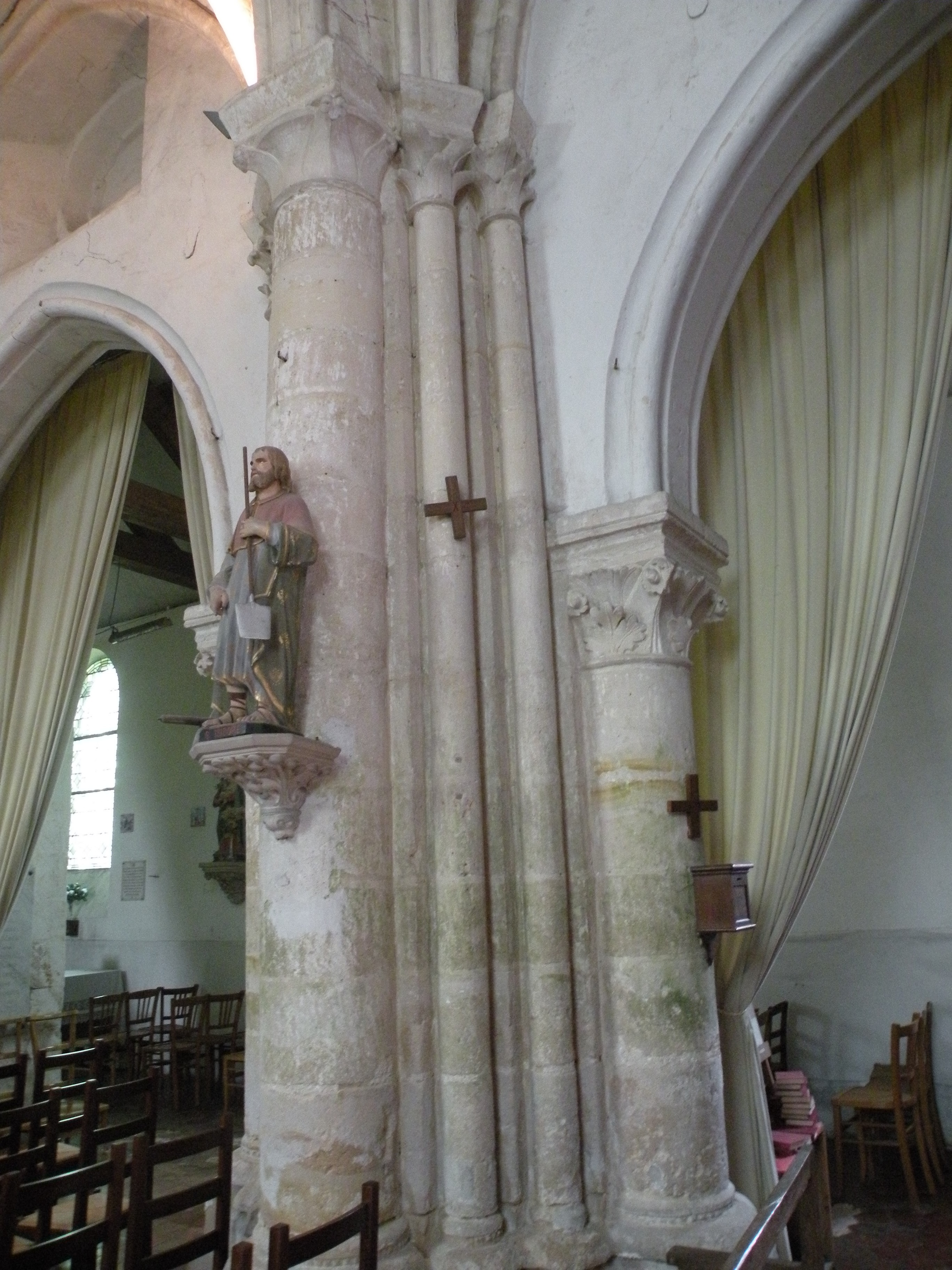
Supports du 1er doubleau (1re travée, angle sud-est).
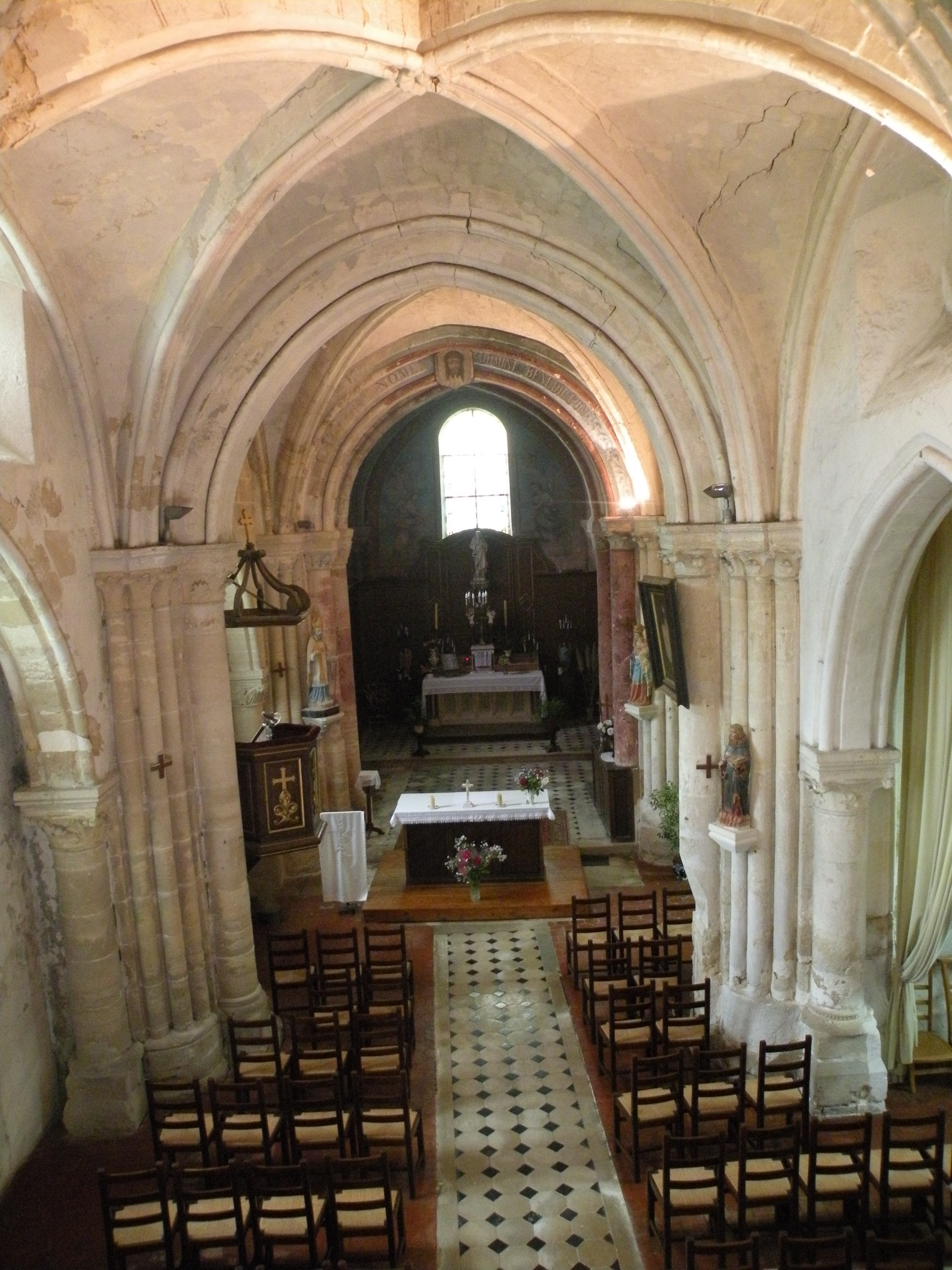
Nef, 2e travée, vue vers l'est.
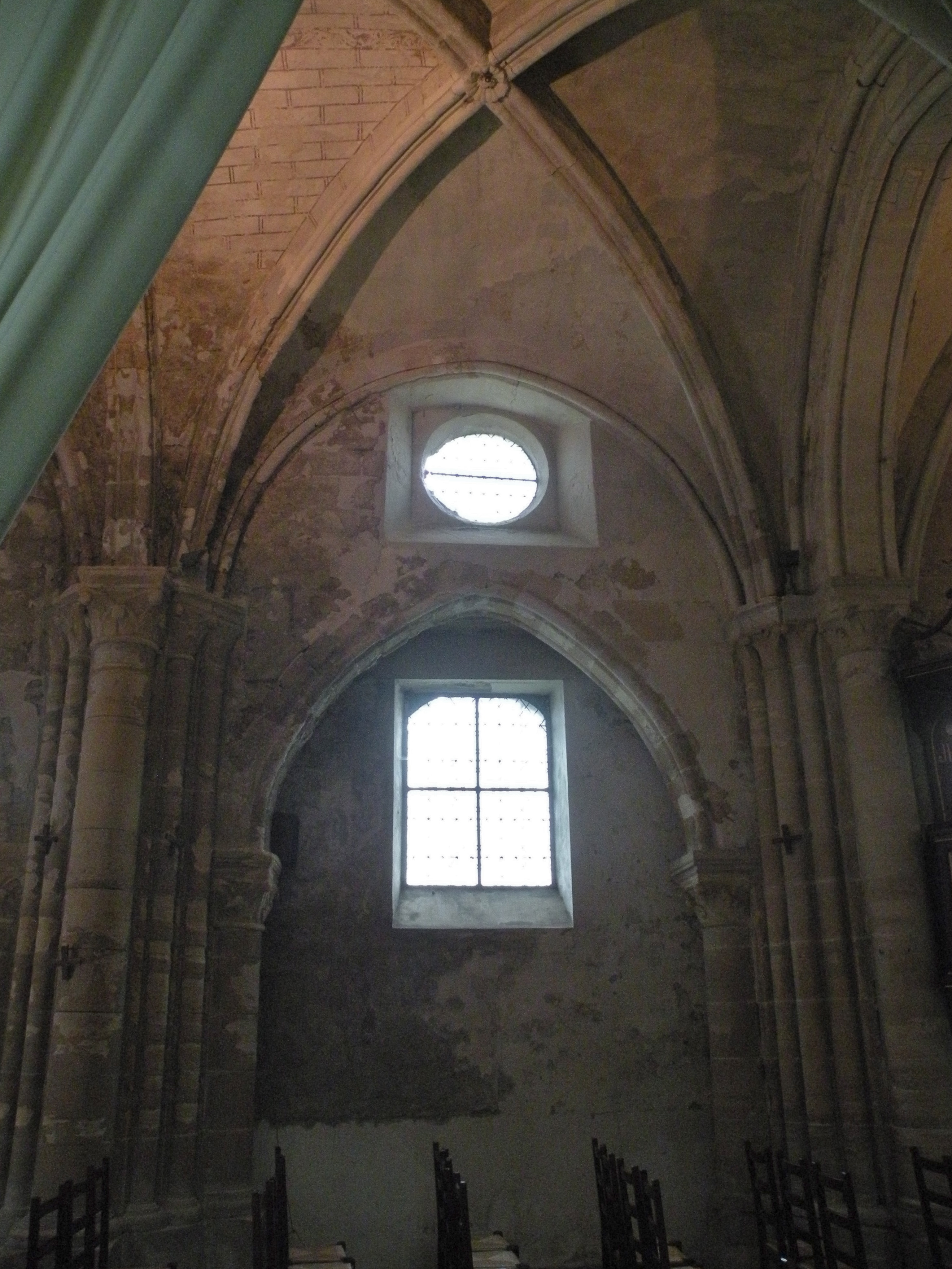
Nef, 2e travée, côté nord.
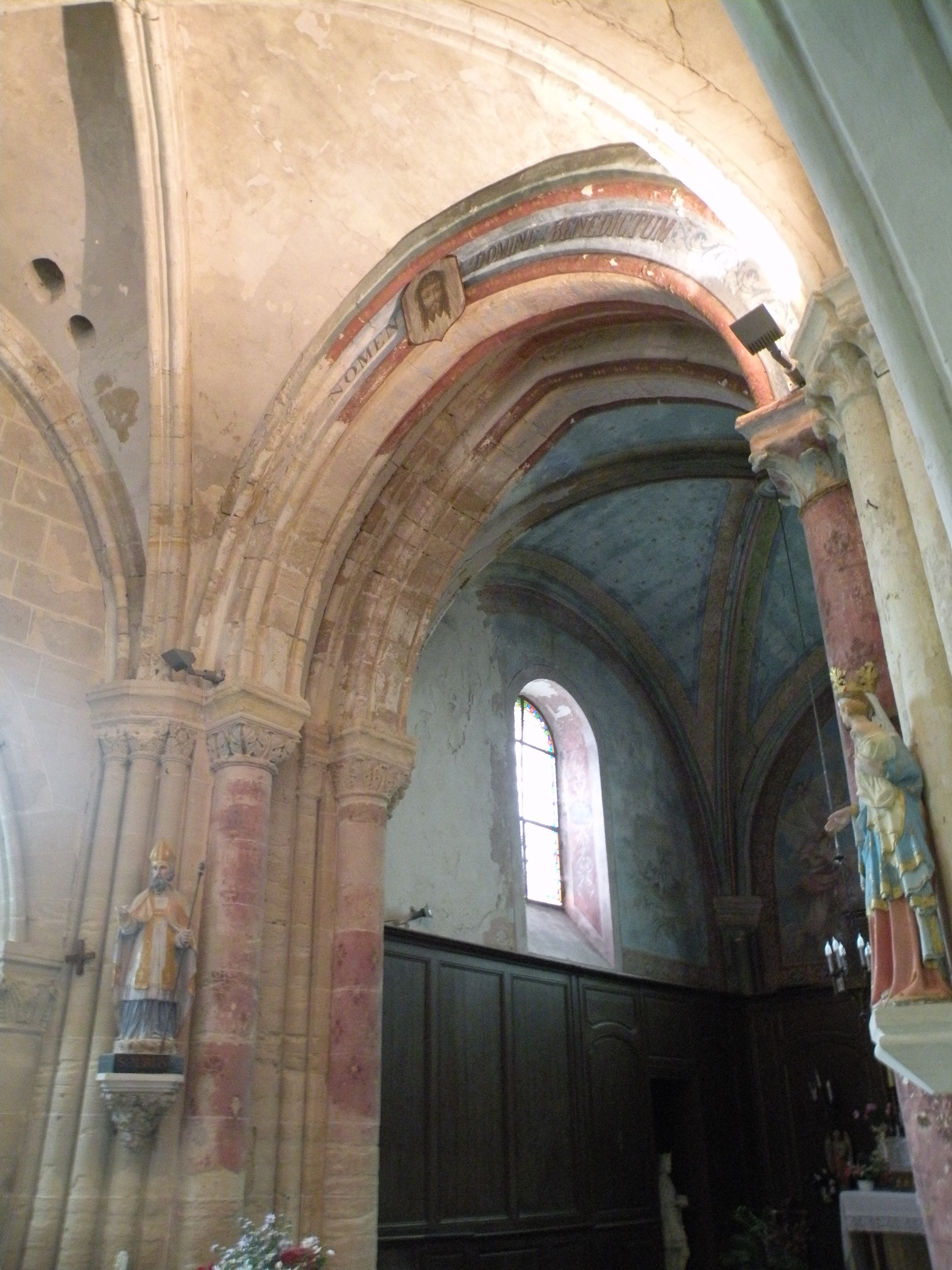
Doubleau vers le chœur, côté nord.
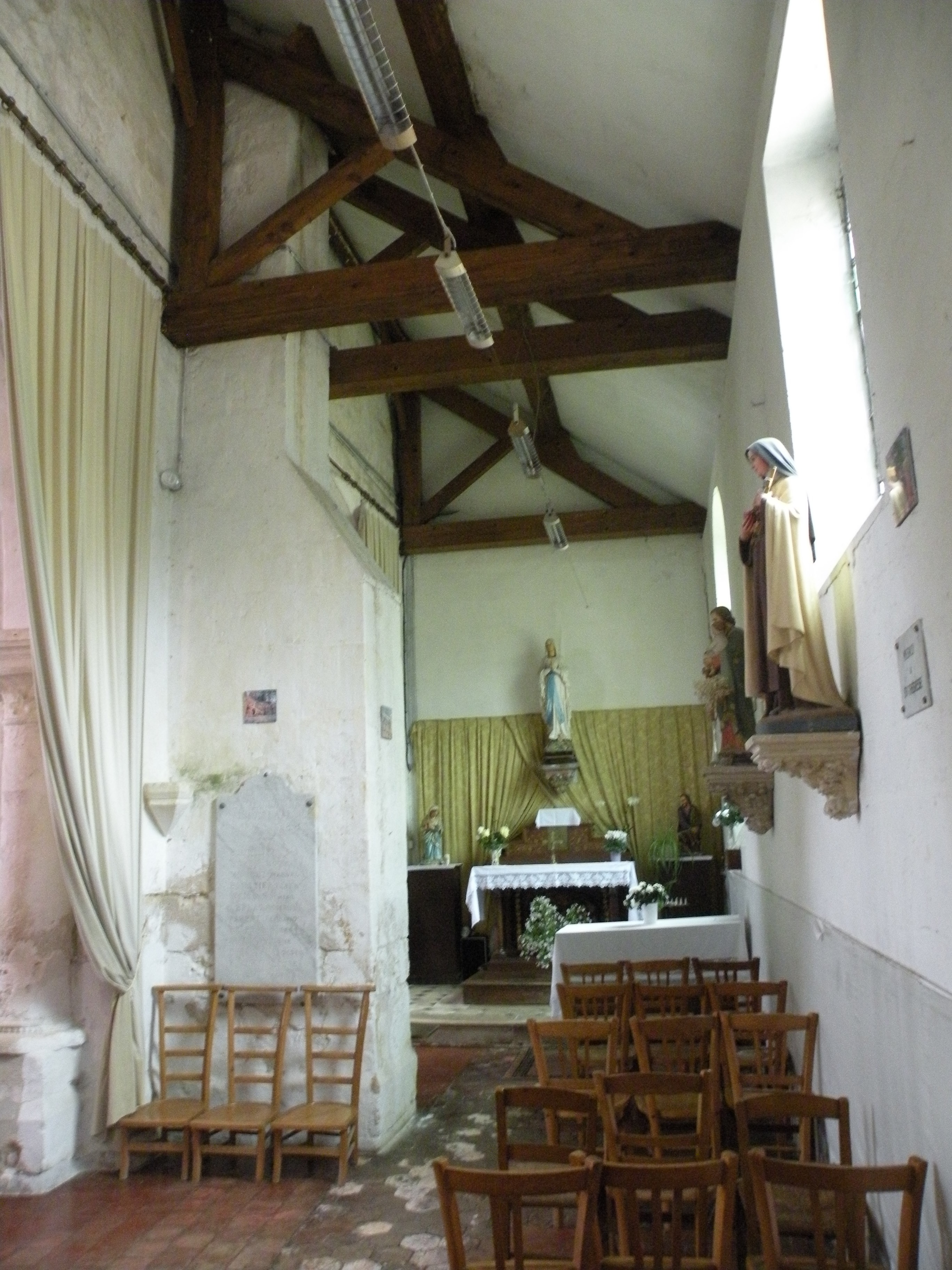
Bas-côté, vue vers l'est ; à g., contrefort du clocher.

#### Chœur

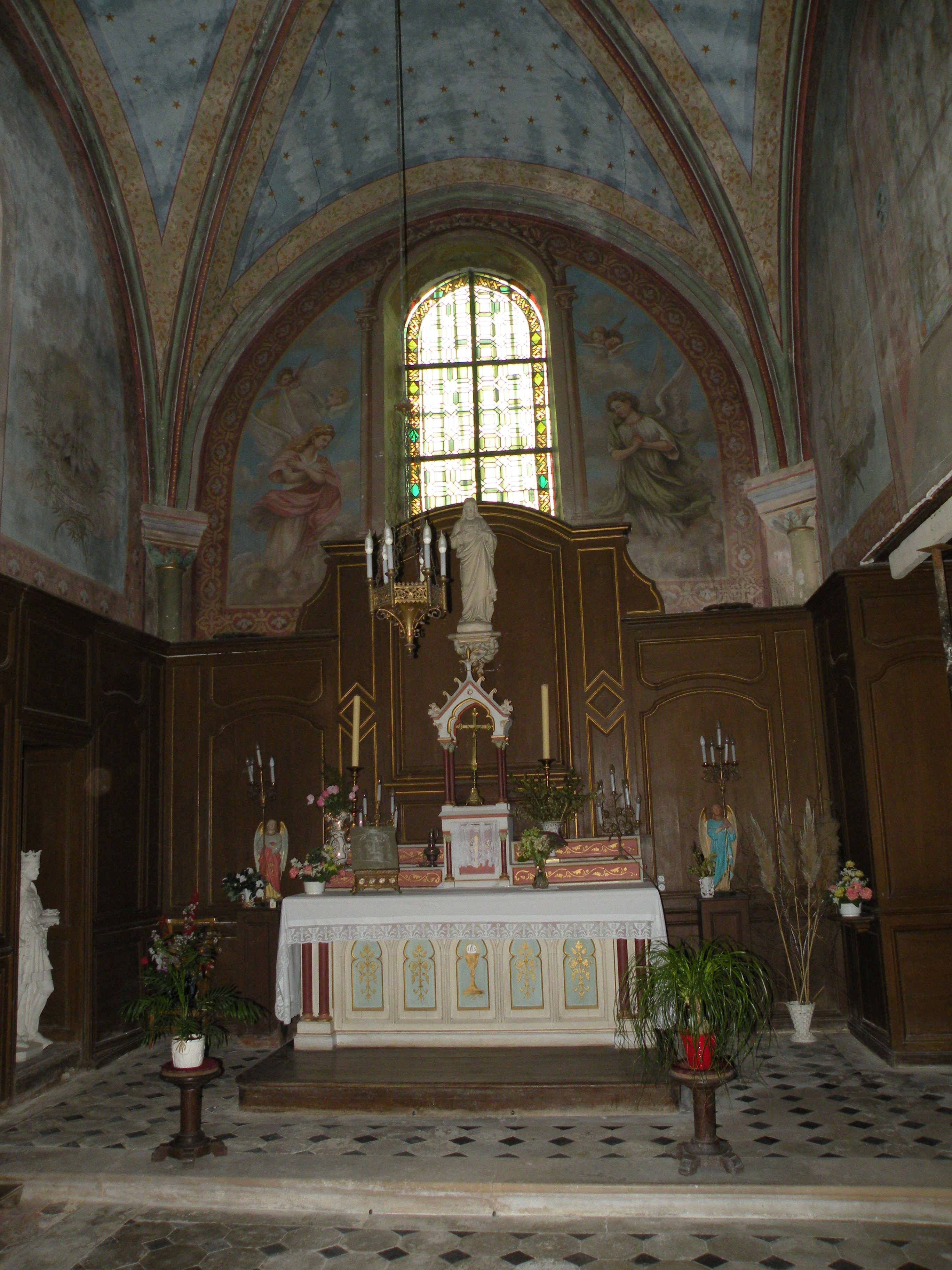
Vue dans le chœur.

Comme dans certaines églises romanes, le chœur est sombre : son unique fenêtre ne suffit guère pour l'éclairer, et la travée précédente ne possède pas de fenêtre haute, et sa seule fenêtre donne sur le nord. En plus les surfaces sont entièrement couvertes de peintures murales modernes, qui absorbent la lumière. Elles rehaussent les nervures des voûtes, les tailloirs et chapiteaux, mais comportent également des frises végétaux, ainsi que deux scènes figuratives de chaque côté : le pélican qui nourrit ses petits de sa propre chaire pour symboliser la charité de Dieu ; des anges ; le corps et le sang du Christ, etc. Le bleu est la couleur dominante, et la voûte se présente comme un ciel éclairé par de petites étoiles dorées. L'absence de décoration de la fenêtre est compensée par deux colonnettes en trompe-l'œil ; du reste, la fenêtre paraît comme étant en plein cintre à l'intérieur. Un lambris de semi-revêtement habille la partie inférieure des murs.
Sur le plan architectural, on s'étonnera de voir deux doubleaux contigus à l'entrée du chœur. L'un appartient à la base du clocher et au début du XIIIe siècle ; l'autre, des mêmes dimensions et du même profil, appartient au chœur et au milieu ou à la seconde moitié du XIIe siècle. Le doubleau de la base du clocher n'a pas de rouleau supérieur côté est, ce qui donne la succession suivante au nord : une fine colonnette, une colonne, un court intervalle, une colonnette, une colonne et une colonnette. Suit une colonnette un peu plus forte pour l'ogive et les formerets. Au sud, la disposition est la même ; dans les angles près du chevet, on ne trouve qu'une colonnette unique. Ce n'est qu'au nord que les chapiteaux n'ont pas été peints ou ont été libérés des multiples couches de badigeons. Bien qu'appartenant à deux campagnes de construction différentes, la modénature des tailloirs est identique à gauche et à droite, et même les deux gros chapiteaux correspondant aux doubleaux sont identiques. Ils sont sculptés de palmettes de feuilles d'acanthe. Mais le chapiteau à gauche, côté clocher, a été refait lors d'une restauration, et le motif a pu être appliqué par erreur. Le petit chapiteau du rouleau supérieur côté chœur est sculpté d'une chouette ; puis le chapiteau des nervures de la voûte affiche un motif de palmettes différent. La qualité de ces chapiteaux est remarquable. Il est difficile de se prononcer sur les autres chapiteaux du chœur, dont les tailloirs sont dédoublés et paraissent disproportionnés. La sculpture proprement dite ne se profile plus, et au sud, on voit clairement que les motifs du nord ont été peintes sur les corbeilles lisses.

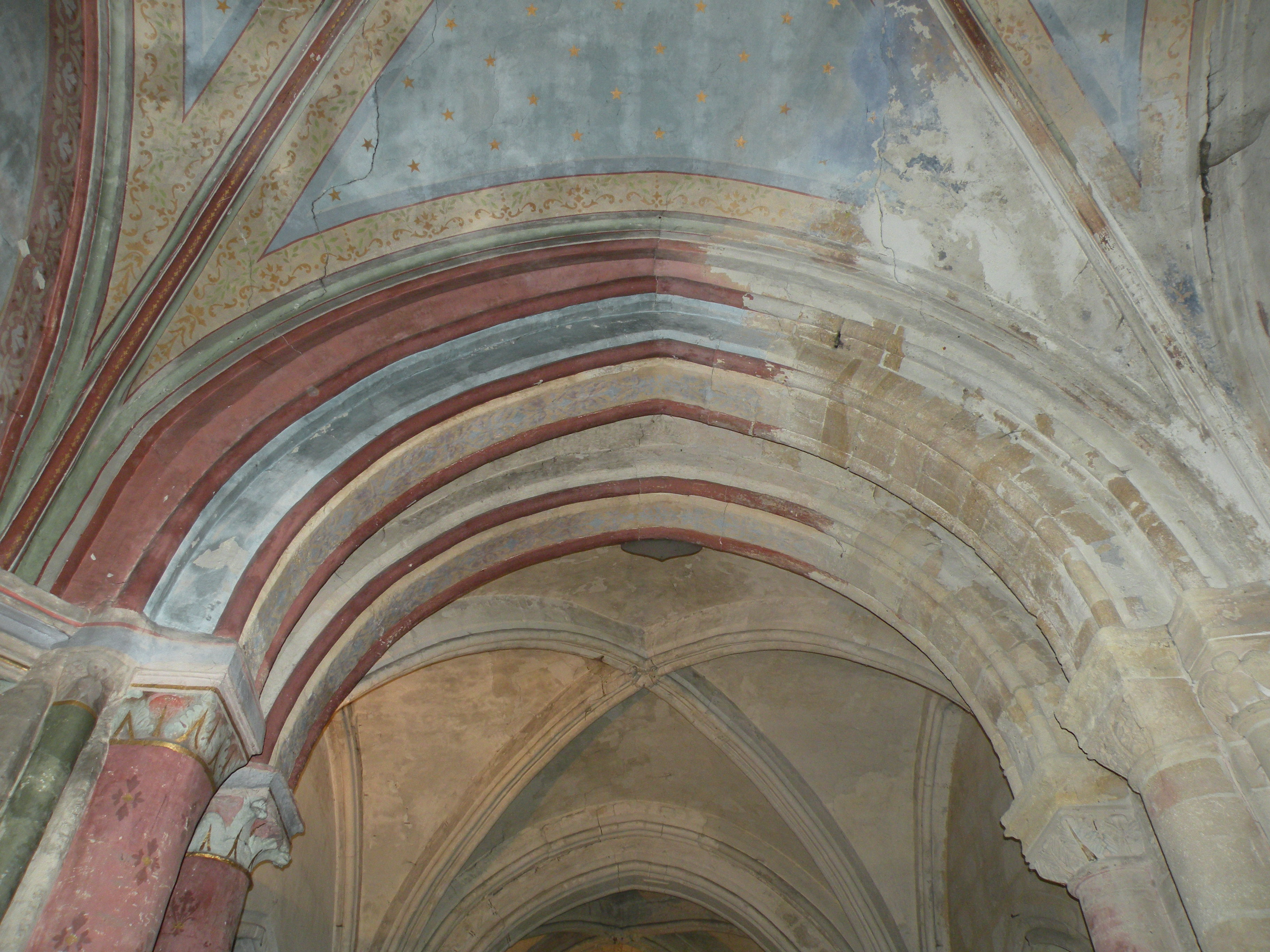
Doubleau du chœur, côté est.
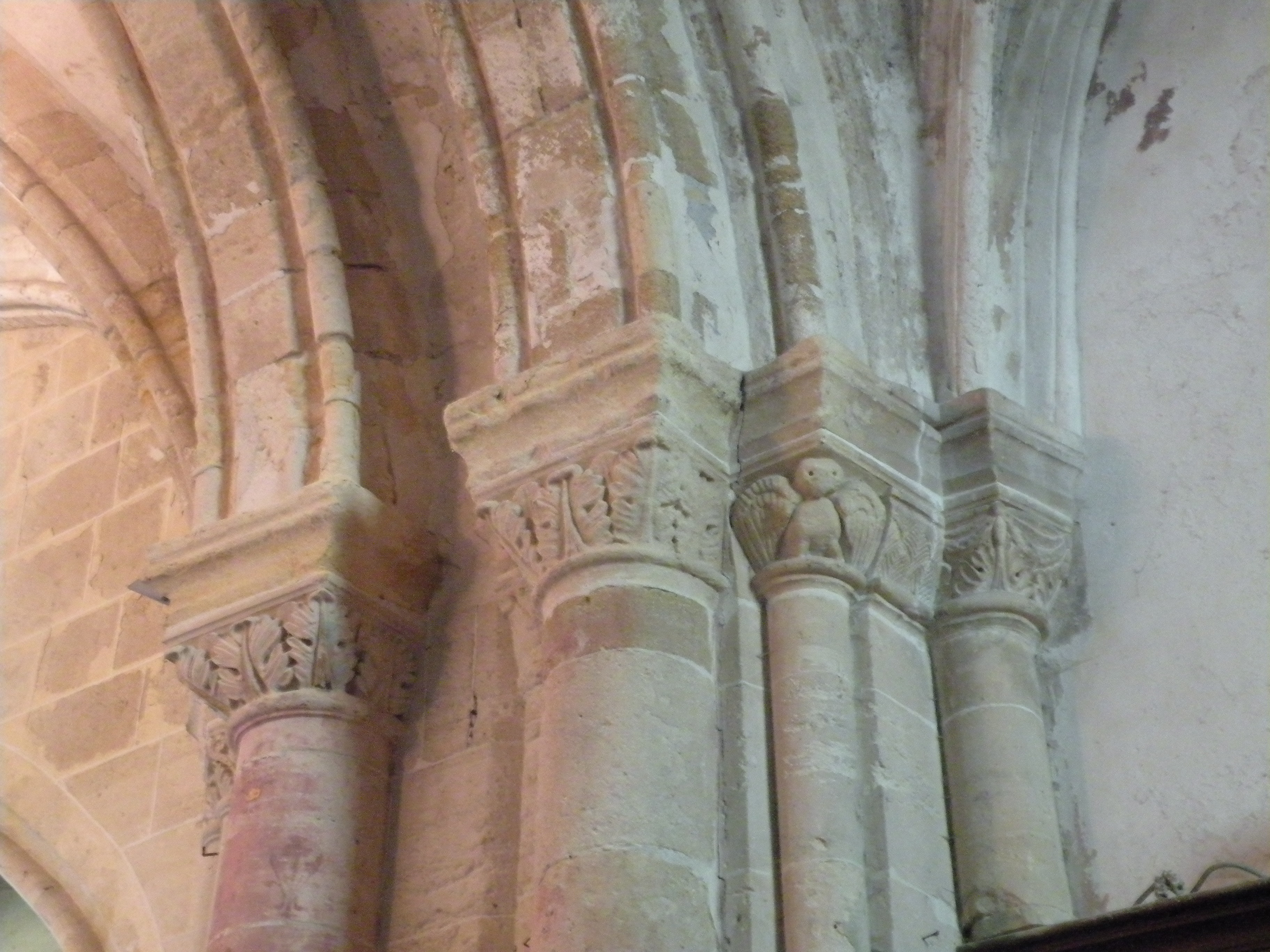
Chapiteaux dans l'angle nord-ouest.
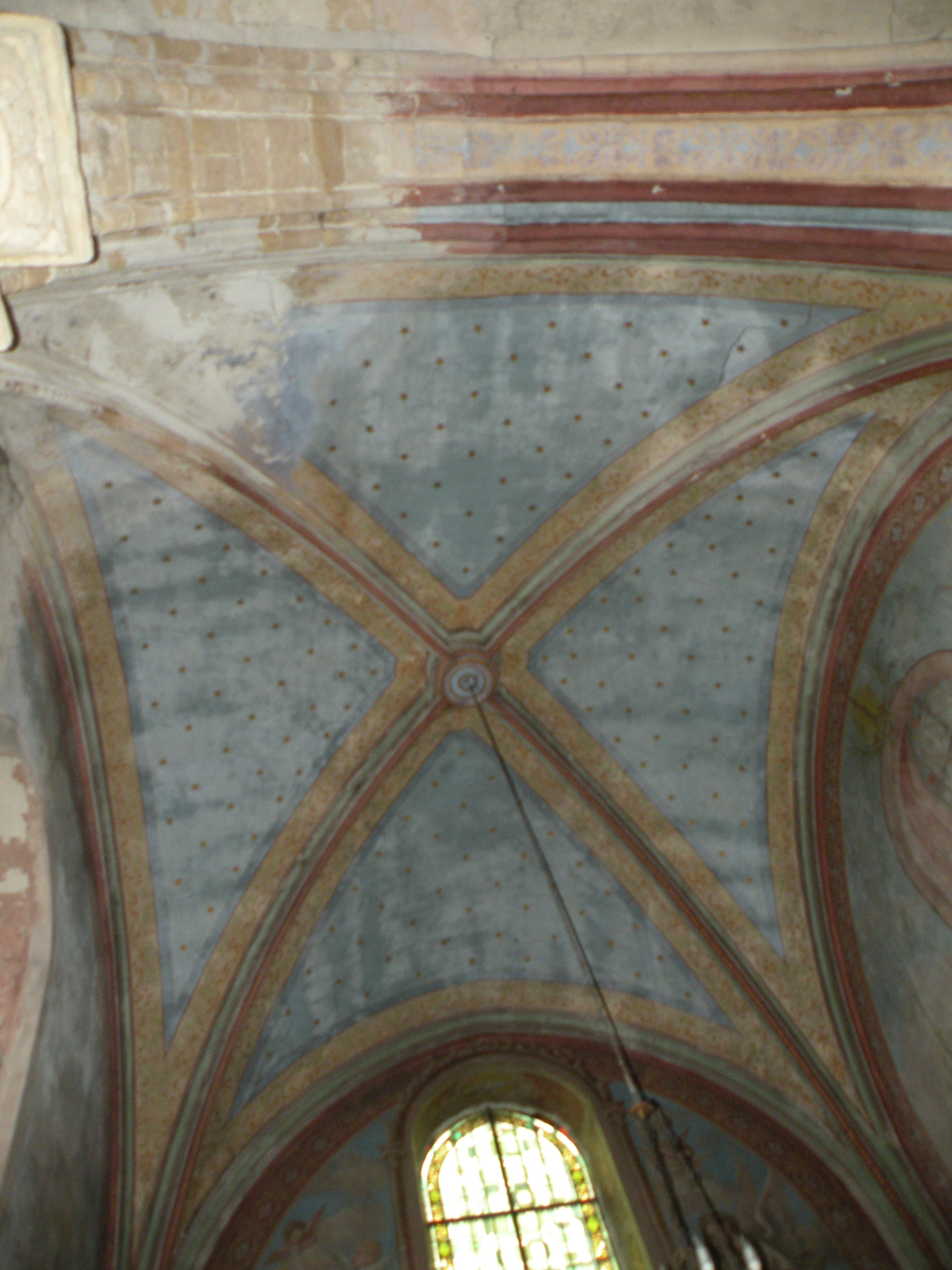
Voûte du chœur.
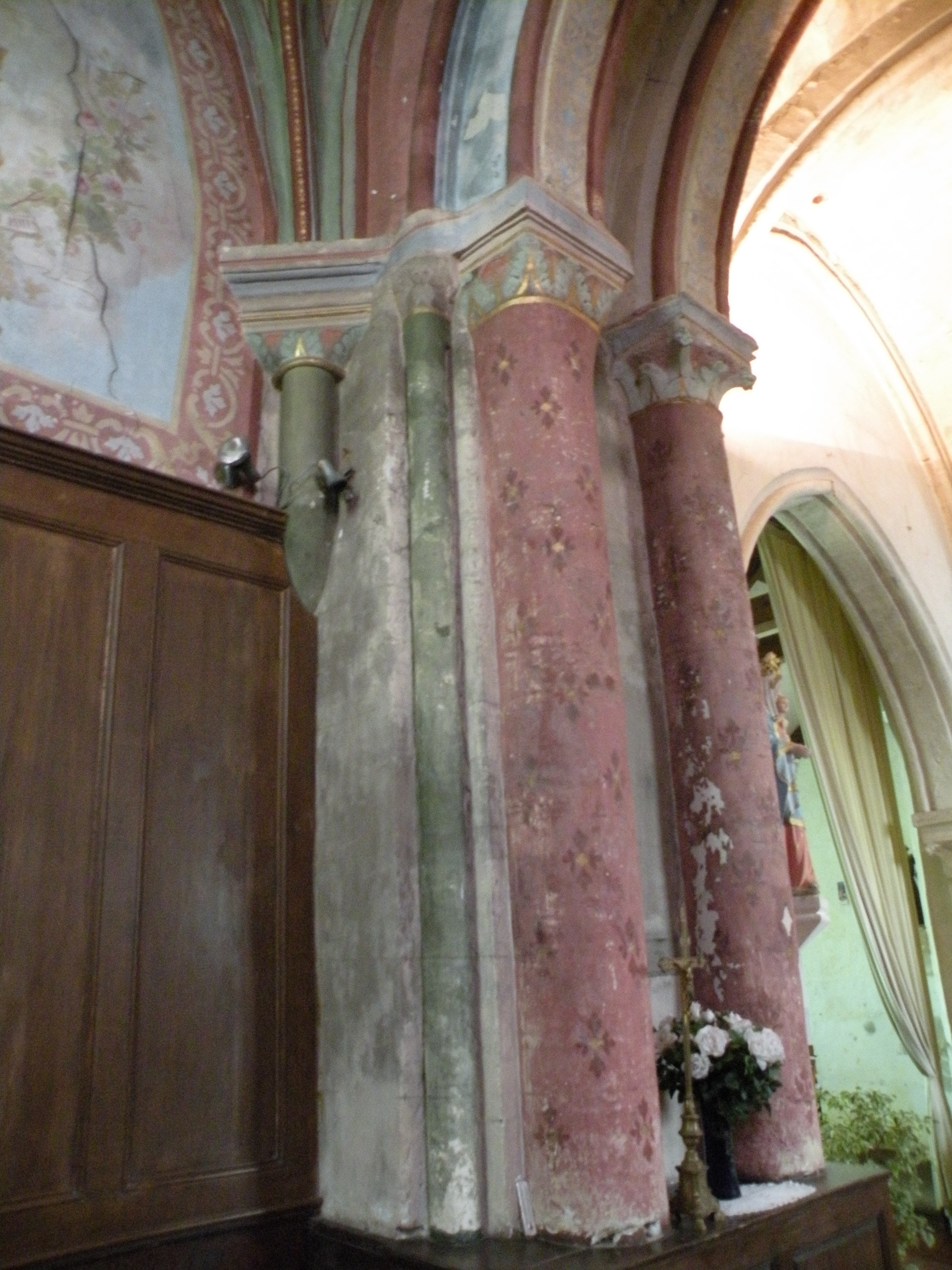
Supports dans l'angle sud-ouest.
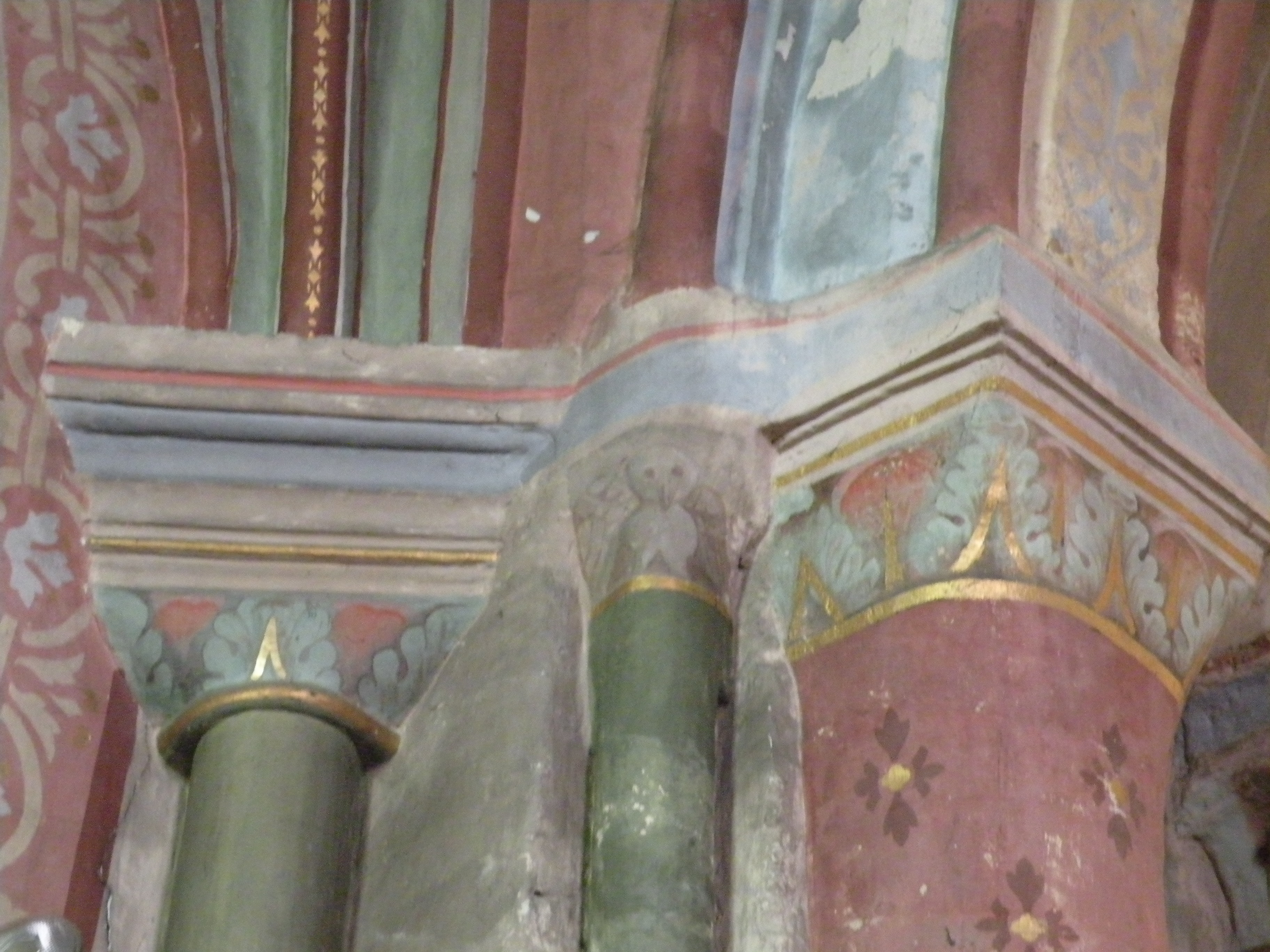
Chapiteaux dans l'angle sud-ouest.
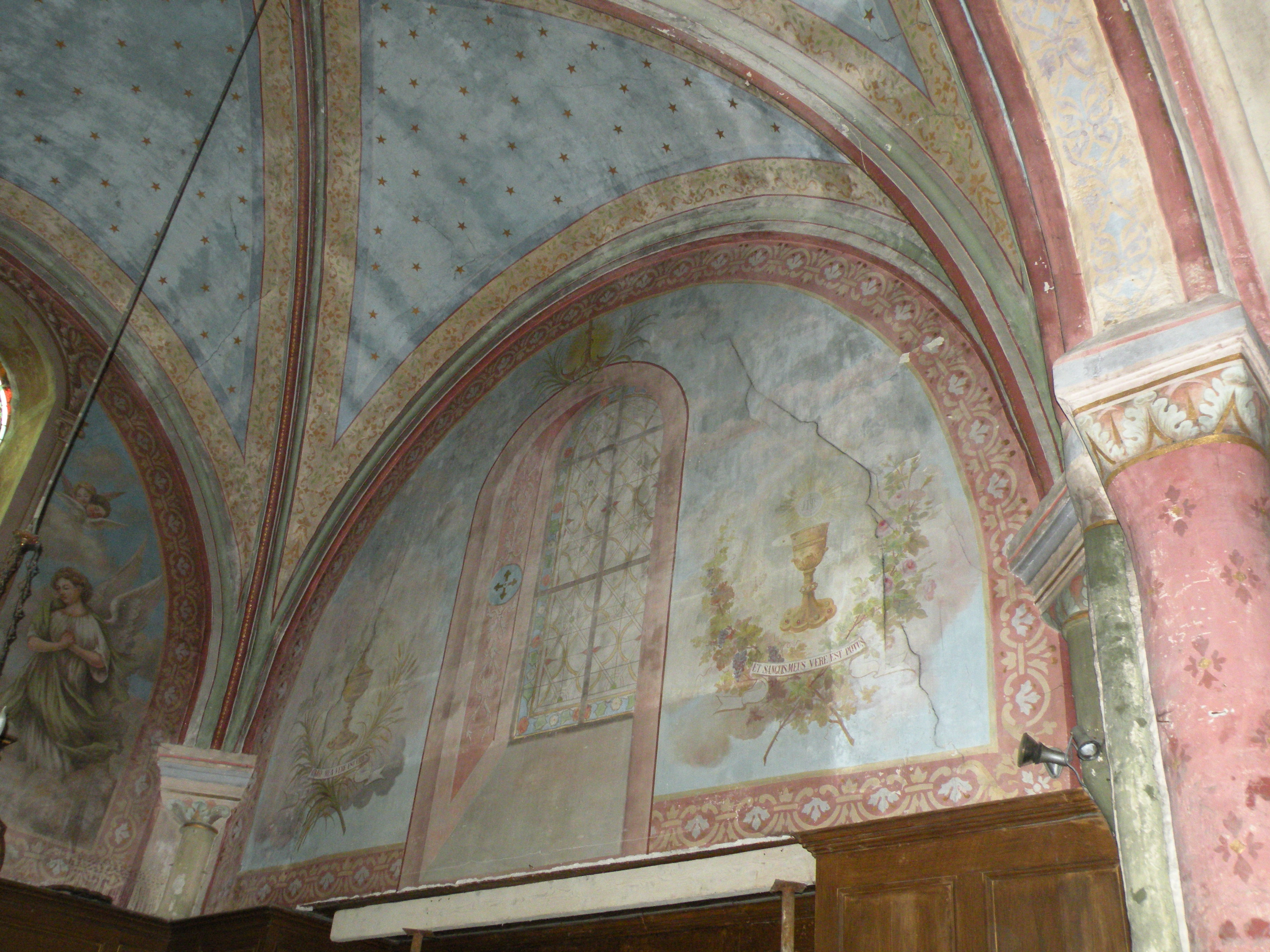
Peintures murales au sud.

## Mobilier

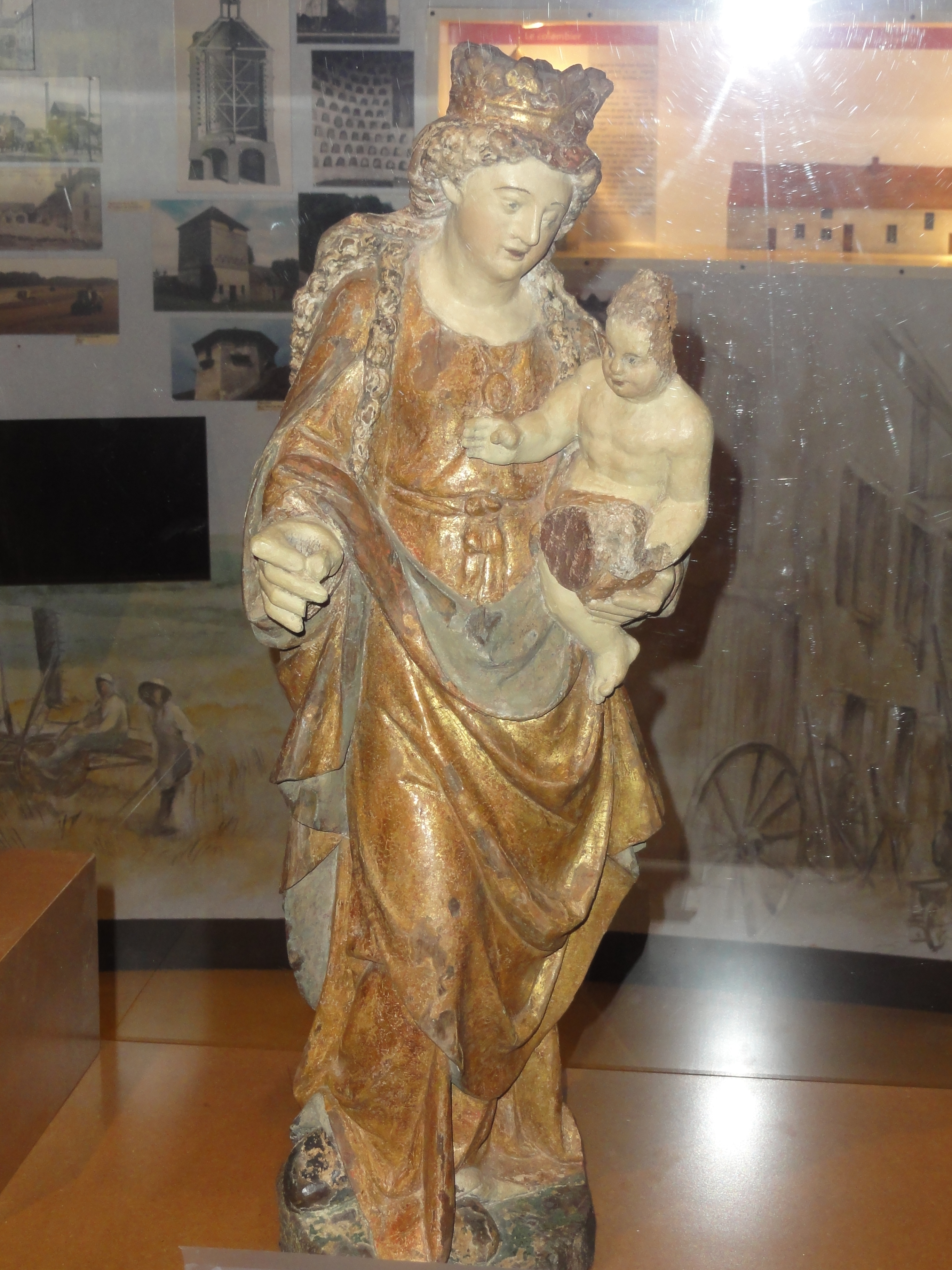
Vierge à l'Enfant de Mézières.

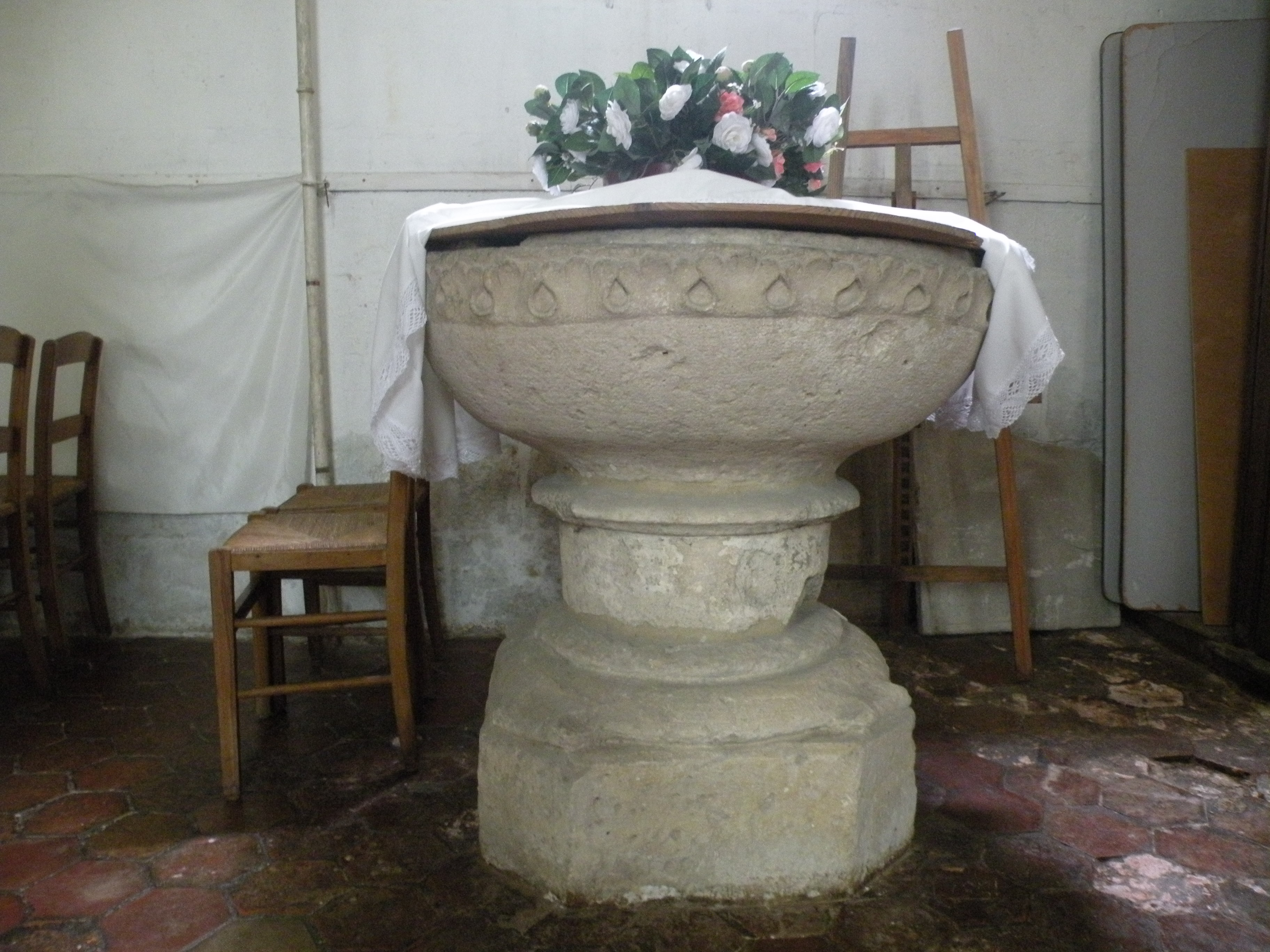
Fonts baptismaux du XIVe siècle.

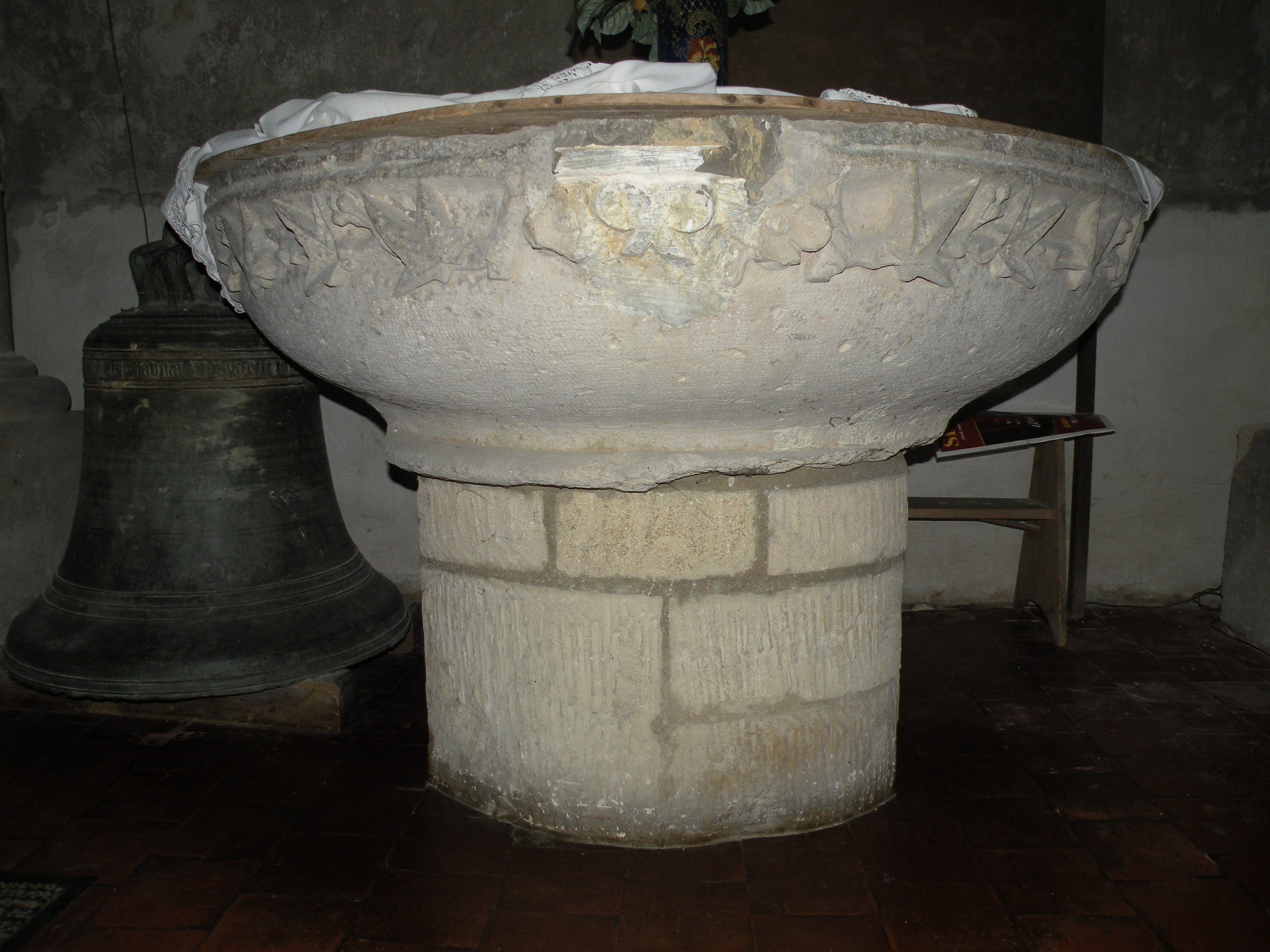
Fonts baptismaux du XIVe siècle provenant de l'église de Mézières.

De nombreux éléments du mobilier sont classés monument historique au titre du patrimoine mobilier. Ils ne sont en grande partie plus conservés dans l'église. Les statues en mauvais état sont entreposées dans une réserve départementale. Celles qui ont été restaurées sont entrées dans les collections du musée du Vexin français, dans les anciens communs du château de Théméricourt. Certains objets associés à l'église Saint-Martin avaient auparavant été conservés dans le presbytère de Labbeville. D'autres objets actuellement présents dans l'église proviennent de l'église Saint-Nicolas de Mézières. Lors de la suppression de cette commune et son rattachement à Vallangoujard en 1843, l'église a été fermée au culte. Elle est encore restée à peu près intacte jusqu'à l'effondrement partielle des toitures, lors d'une forte tempête en 1925. Les ruines n'ont été rasées qu'en 1978. Les éléments du mobilier classés se trouvant en principe encore à Vallangoujard sont les suivants ; pas tous sont effectivement visibles dans l'église :
- Une statue en pierre polychrome de la Vierge à l'Enfant, haute de 75 cm, date du XIVe siècle. Elle a été restaurée. Le bras gauche de l'enfant et les plis du manteau de la Vierge sont depuis longtemps endommagés. La statue provient de l'église de Mézières et a été longtemps conservée dans la sacristie, puis a été entreposée dans les écuries du château de La Roche-Guyon[9].
- Une statue en pierre anciennement polychrome de saint Antoine le Grand, haute de 80 cm, date de la fin du XVe ou du début du XVIe siècle. Le saint est représenté de pied, en habit de moine, avec une longue barbe, et avec tous ses attributs traditionnels. Les flammes à ses pieds symbolisent le mal des ardents ou feu de Saint-Antoine. Le livre ouvert qu'Antoine tient dans sa main gauche est celle de sa règle monastique. Le bâton en forme de tau et le cochon renvoient à l'ordre hospitalier de Saint-Antoine, qui avaient le privilège de laisser errer en liberté leurs pourceaux. Enfin, il y a une clochette et un chapelet. La statue provient de l'église de Mézières et a été longtemps conservée dans la sacristie, puis a été entreposée dans les écuries du château de La Roche-Guyon. Elle a été restaurée vers 1980[10],[11] (sans illustration).
- Une cloche en bronze nommée « Nicole », mesurant 65 cm de diamètre, date de 1584. Elle porte l'inscription suivante : « Nous fume faicte par les habitans de Mesyère et puis nommée Nicolle Me Duleray curé alors + 1584 ». Elle provient de l'église de Mézières et est exposée dans la nef[12].
- Les fonts baptismaux, mesurant 87 cm de diamètre et 94 cm de hauteur totale, datent du XIVe siècle. Ils se composent d'une cuve de plan circulaire, qui est ornée d'une frise de feuilles sur le bord extérieur, et d'un fût polygonal sur une base flanquée de griffes végétales[13].
- La cuve d'anciens fonts baptismaux ainsi que les fonts baptismaux de l'église de Mézières, dimensions non prises, datent du XIVe siècle. Sur la cuve en forme d'amande, la pierre est très érodée sur un côté, mais les fonts baptismaux restent en bon état. Le socle a été refait en ciment[14].

Sont inscrits :
- Un groupe sculpté représentant saint Nicolas accompagné de trois enfants nus émergeant d'un baquet, son attribut ; il mesure 118 cm de haut et date de la seconde moitié du XVIe siècle. La sculpture provient de l'église de Mézières, et a été conservée en l'église de Vallangoujard jusqu'en 1990. Elle a été entreposée aux écuries du château de La Roche-Guyon et devait être restaurée afin de pouvoir de nouveau être exposée dans l'église[15] (sans illustration).
- Un bâton de procession, dit aussi bâton de confrérie, comportant une statuette équestre de saint Martin et datant du XIXe siècle[16].

Parmi les éléments du mobilier non classés ou inscrits, on peut citer :
- Le bénitier de l'église de Mézières, de forme cubique et sommairement taillé, pouvant dater du XIIIe siècle (sans illustration) ;
- Le fragment d'une dalle funéraire du XIVe siècle[17] (sans illustration) ;
- La plaque funéraire de Thomas Gallois et Marguerite Levasseur, son épouse, datant de 1668[17] (sans illustration) ;
- Un tableau peint à l'huile sur toile et représentant l'Ecce homo ou Christ aux liens, mesurant 70 cm de haut et 50 cm de large et datant probablement du XIXe siècle (probablement une copie)[17] ;
- Un tableau peint à l'huile sur toile et représentant la Sainte Famille, mesurant 120 cm de haut et 78 cm de large avec le cadre, datant du XVIIIe siècle[18] (sans illustration) ;
- Un autre bâton de procession, comportant une statuette de l'Immaculée Conception et datant du XIXe siècle[19] (sans illustration) ;
- Un banc de fidèles en bois de chêne, mesurant 358 cm de long et datant du XVIIIe siècle[17] (sans illustration) ;
- La chaire à prêcher en bois de chêne taillé et mouluré du dernier quart du XIXe siècle[17] ;
- Le confessionnal en bois de chêne taillé et mouluré du XIXe siècle[17] ;
- Une cloche en bronze nommée « Martine », mesurant 88 cm de diamètre, et datant de 1611 ; réalisée aux frais des habitants, elle est ornée de bas-reliefs représentant saint Nicolas, un crucifix et les instruments de la Passion[20] (sans illustration).

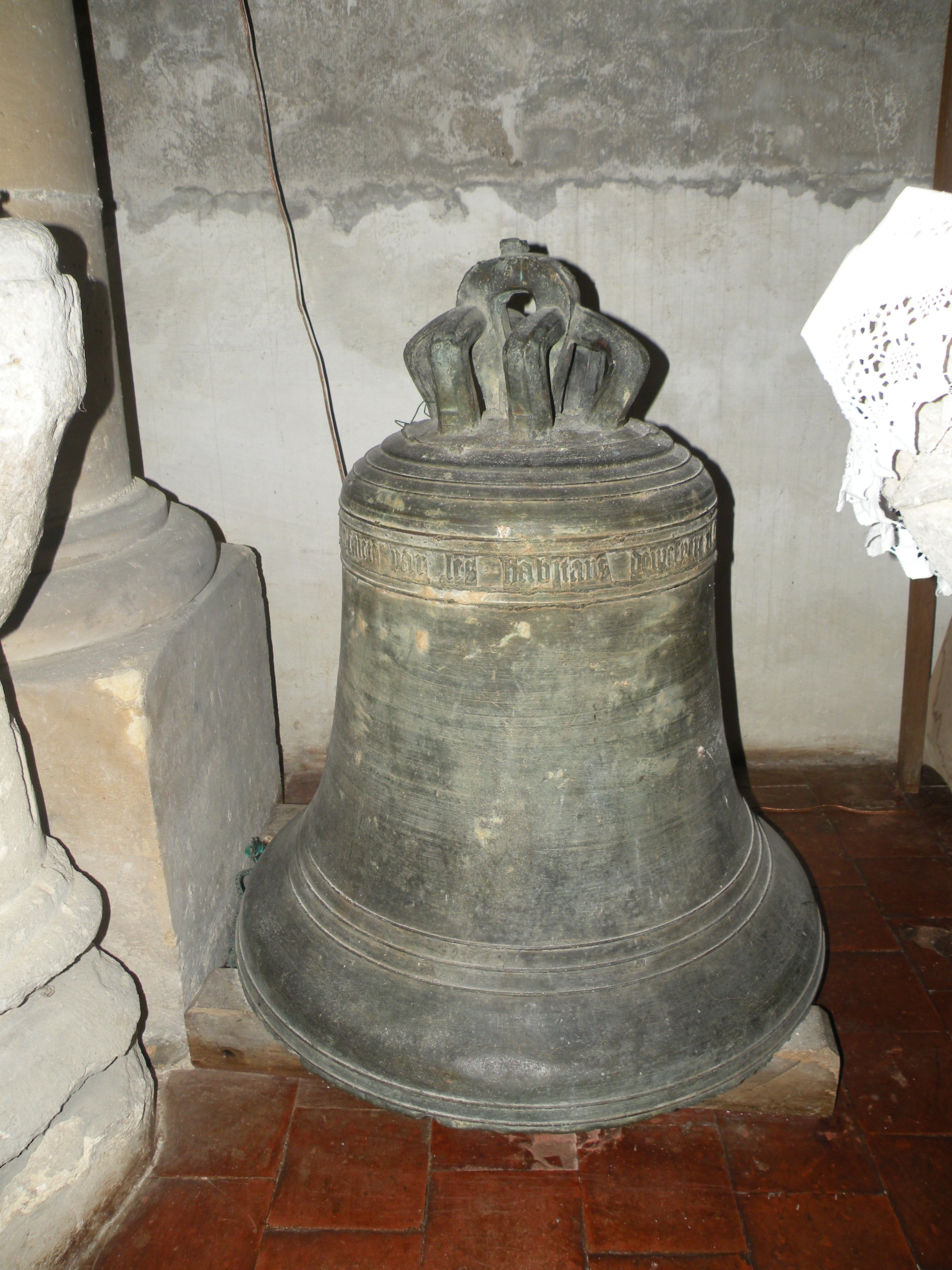
Cloche « Nicole » provenant de Mézières.
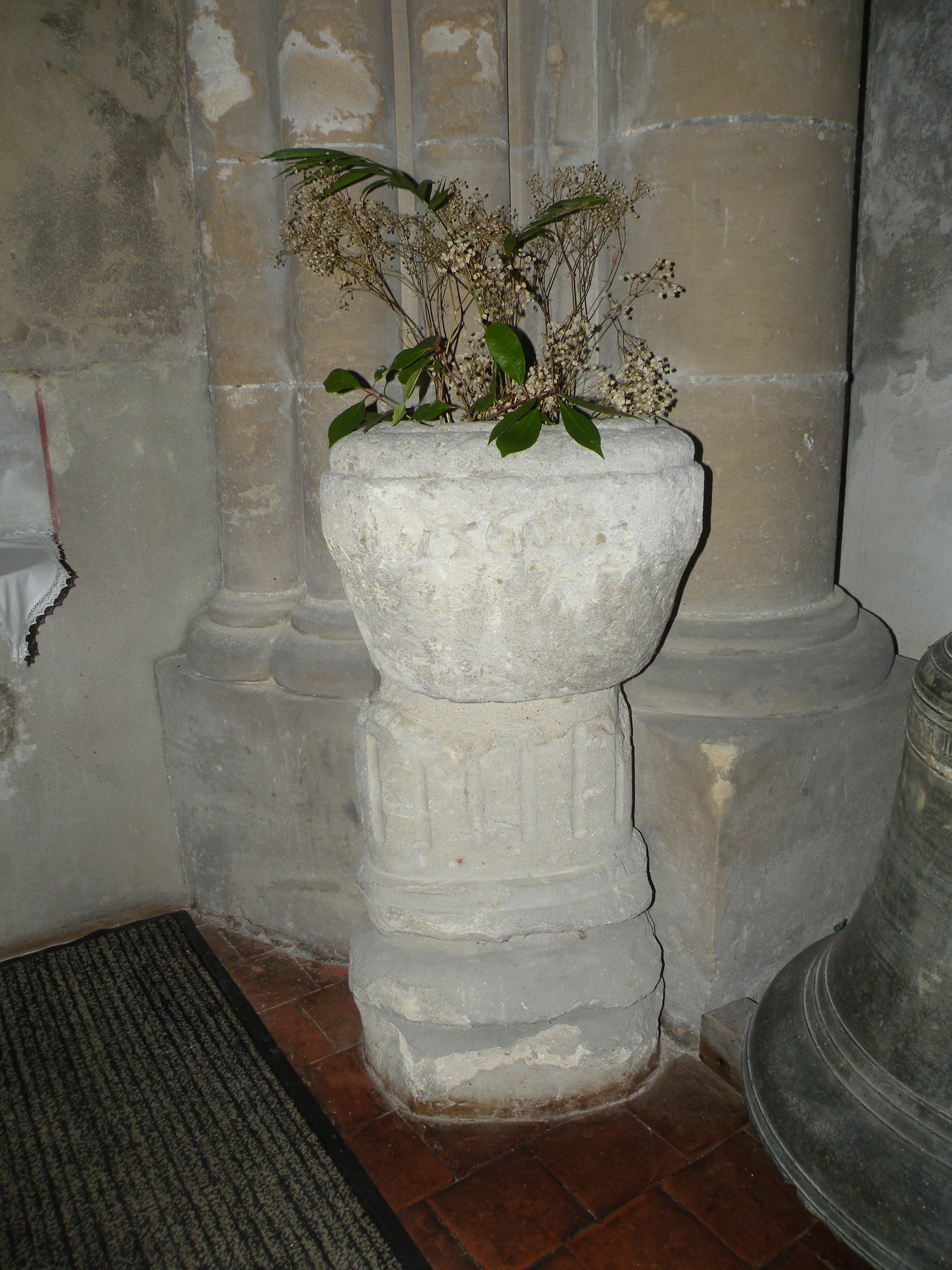
Cuve baptismale provenant de Mézières.
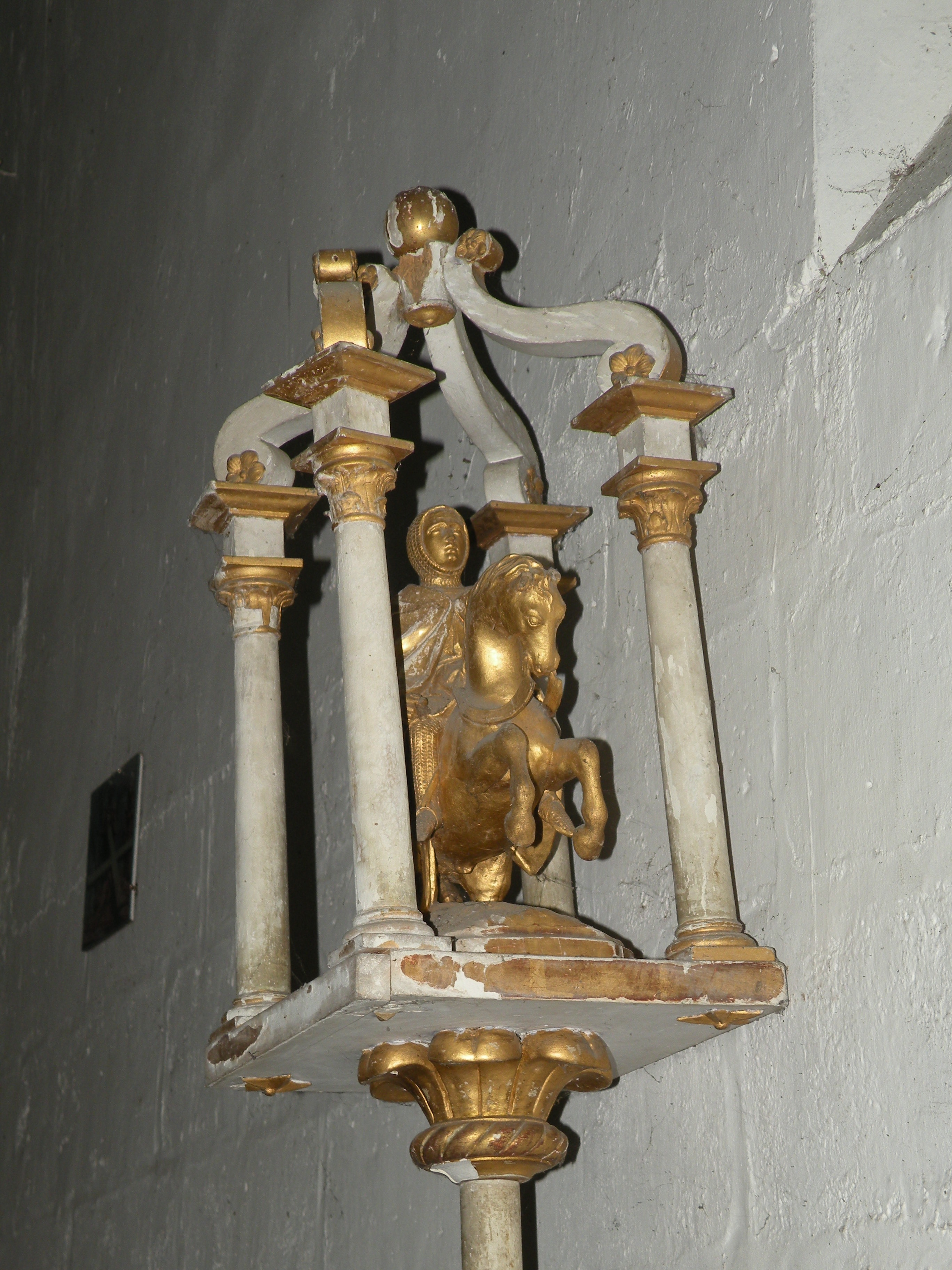
Bâton de procession - saint Martin.
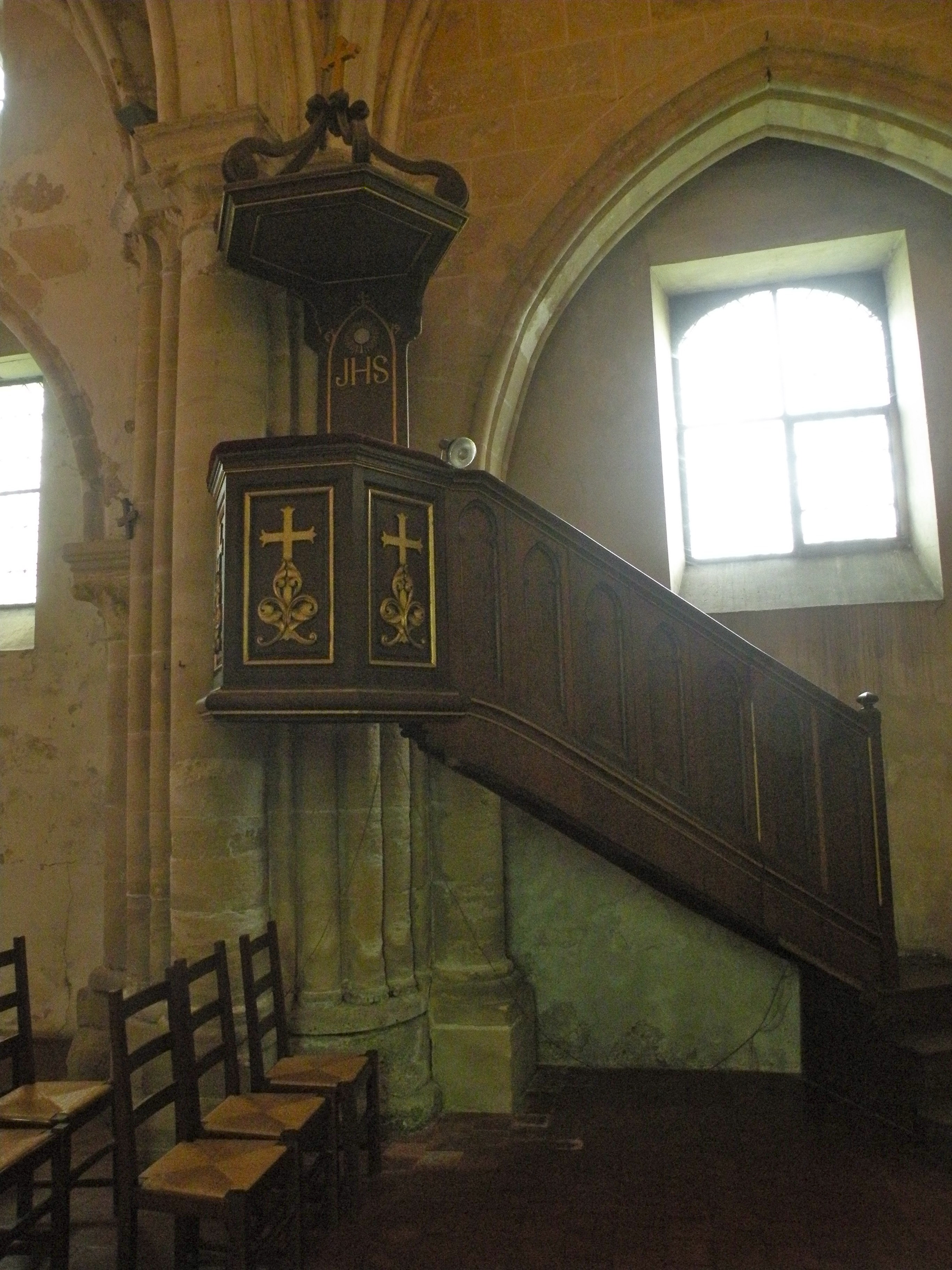
Chaire à prêcher.
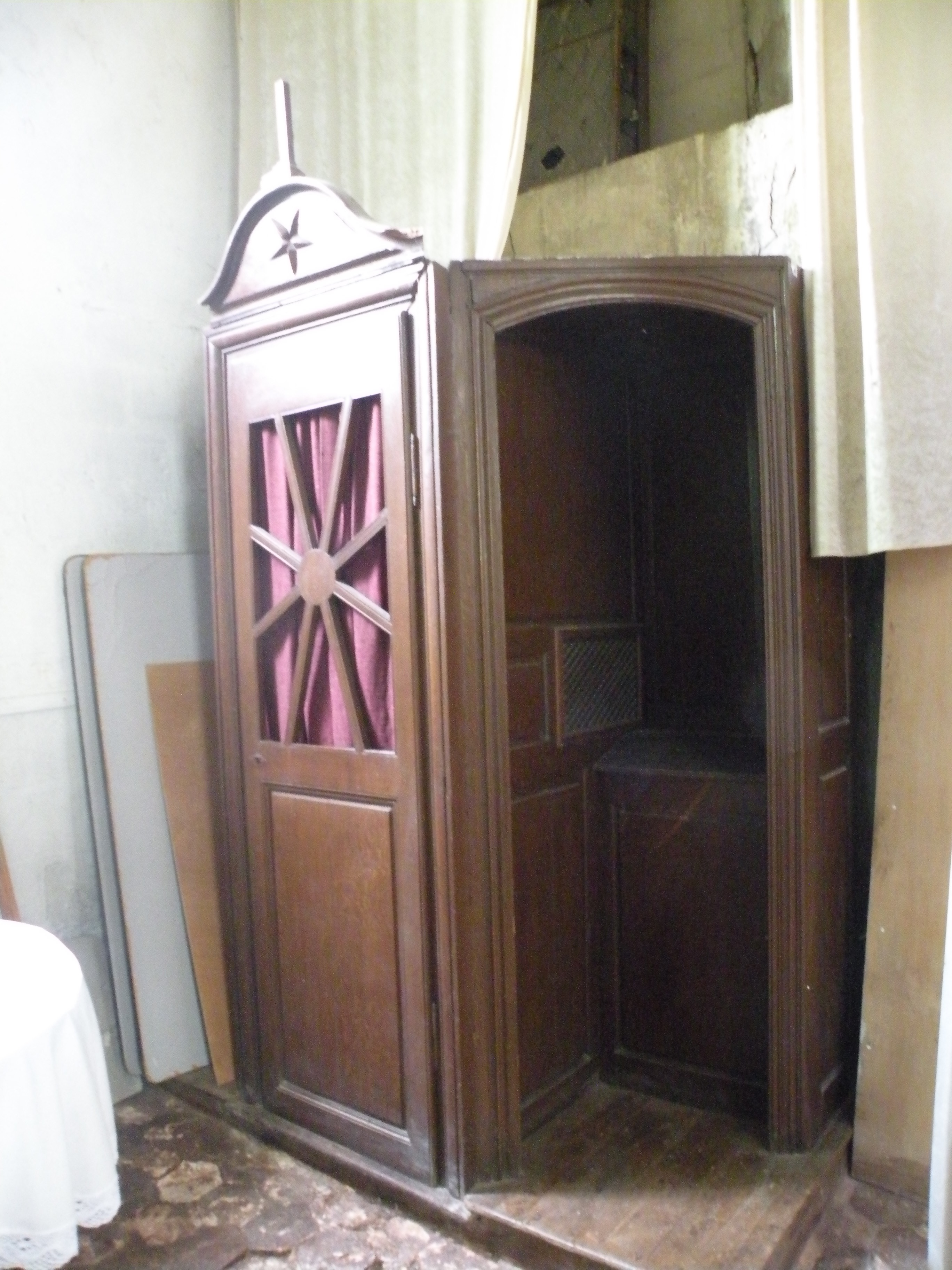
Confessionnal.
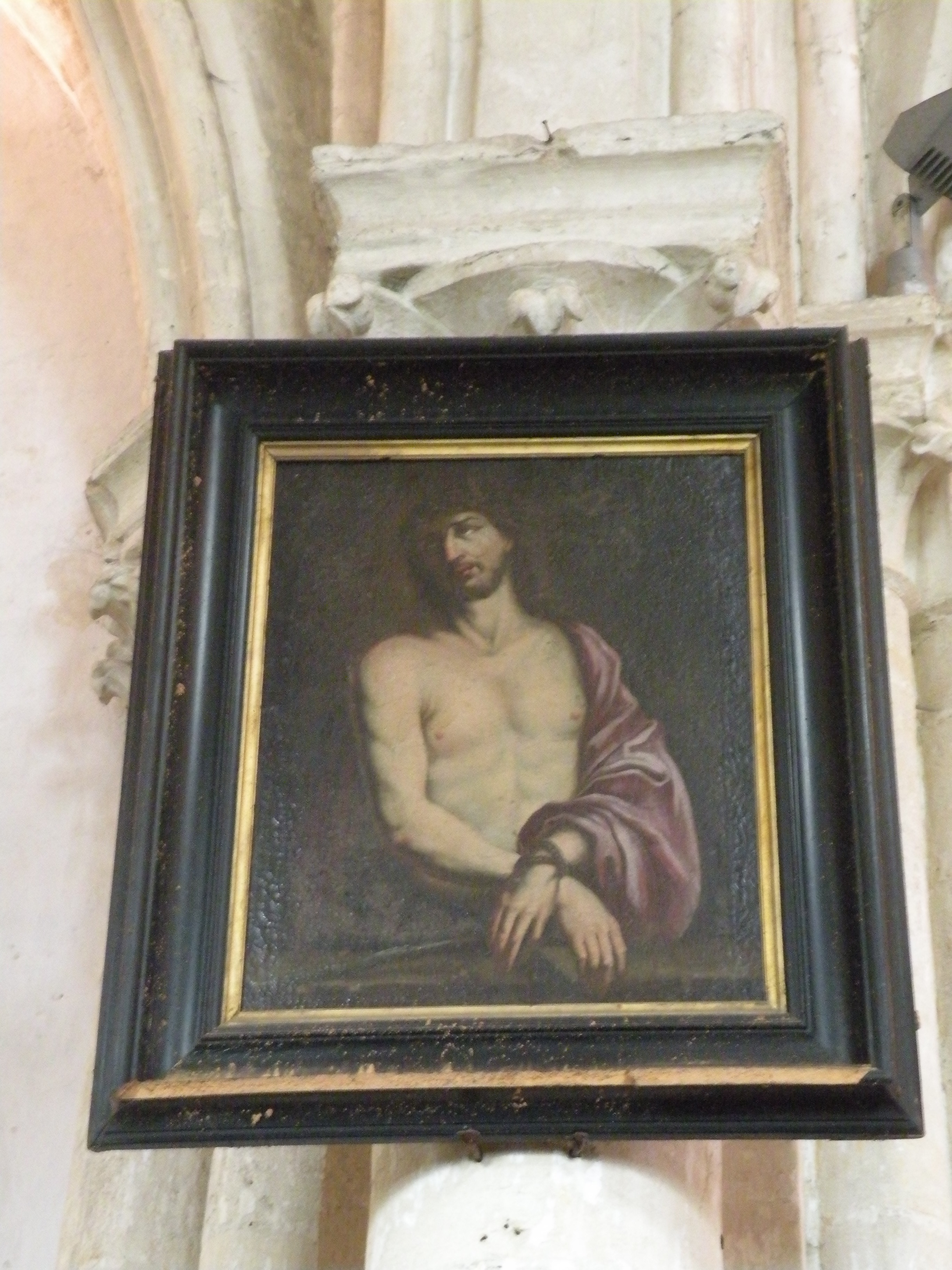
Christ aux liens, copie du XIXe siècle.